# Naja
Naja és un gènere de serps verinoses de la família de serps de la família dels elàpids conegudes com cobres ("veritables cobres"). Els membres del gènere Naja són els cobres més esteses i més reconegudes com a cobres reals. Hi ha diverses espècies a regions d'Àfrica, el Àsia Occidental, el Àsia meridional i el Àsia Sud-Oriental. Diverses altres espècies dels Elàpids també es diuen "cobres", com ara la cobra reial (Ophiophagus hannah) i les Rinkhals (Hemachatus haemachatus), però cap de les dues són les cobres reals. Ambdues no pertanyen al gènere Naja, sinó que es troben dins altres gèneres monotípics Hemachatus (els rinkhals) i Ophiophagus (la cobra rei / hamadryad).
Fins fa poc, el gènere Naja tenia de 20 a 22 espècies, però ha sofert diverses revisions taxonòmiques en els darrers anys, de manera que les fonts varien molt. Tanmateix, hi ha un ampli suport per a una revisió del 2009 que caracteritzava com a iguals els gèneres Boulengerina i Paranaja amb Naja. Segons aquesta revisió, el gènere Naja inclou ara 38 espècies.

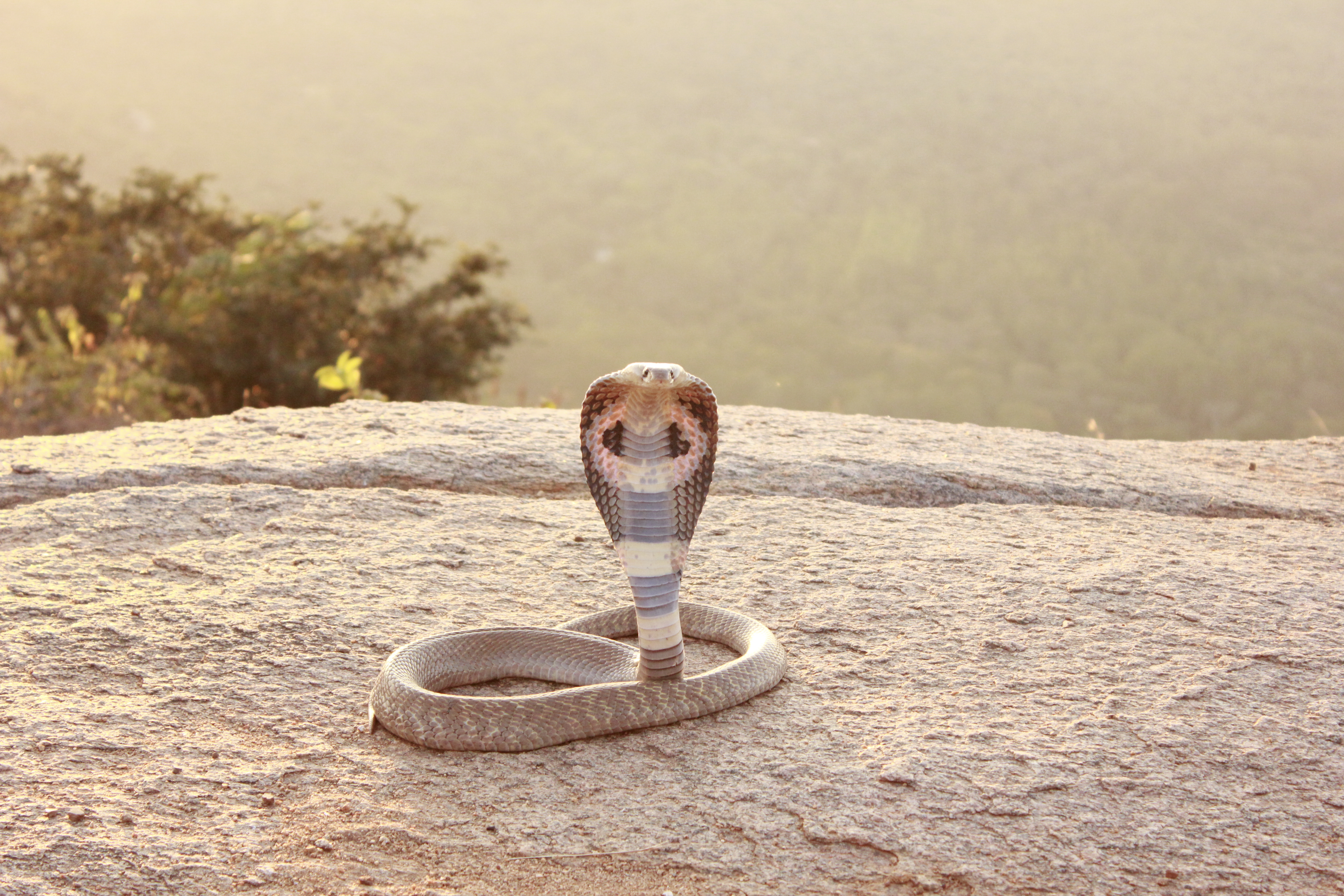
Cobra índia (Naja naja)

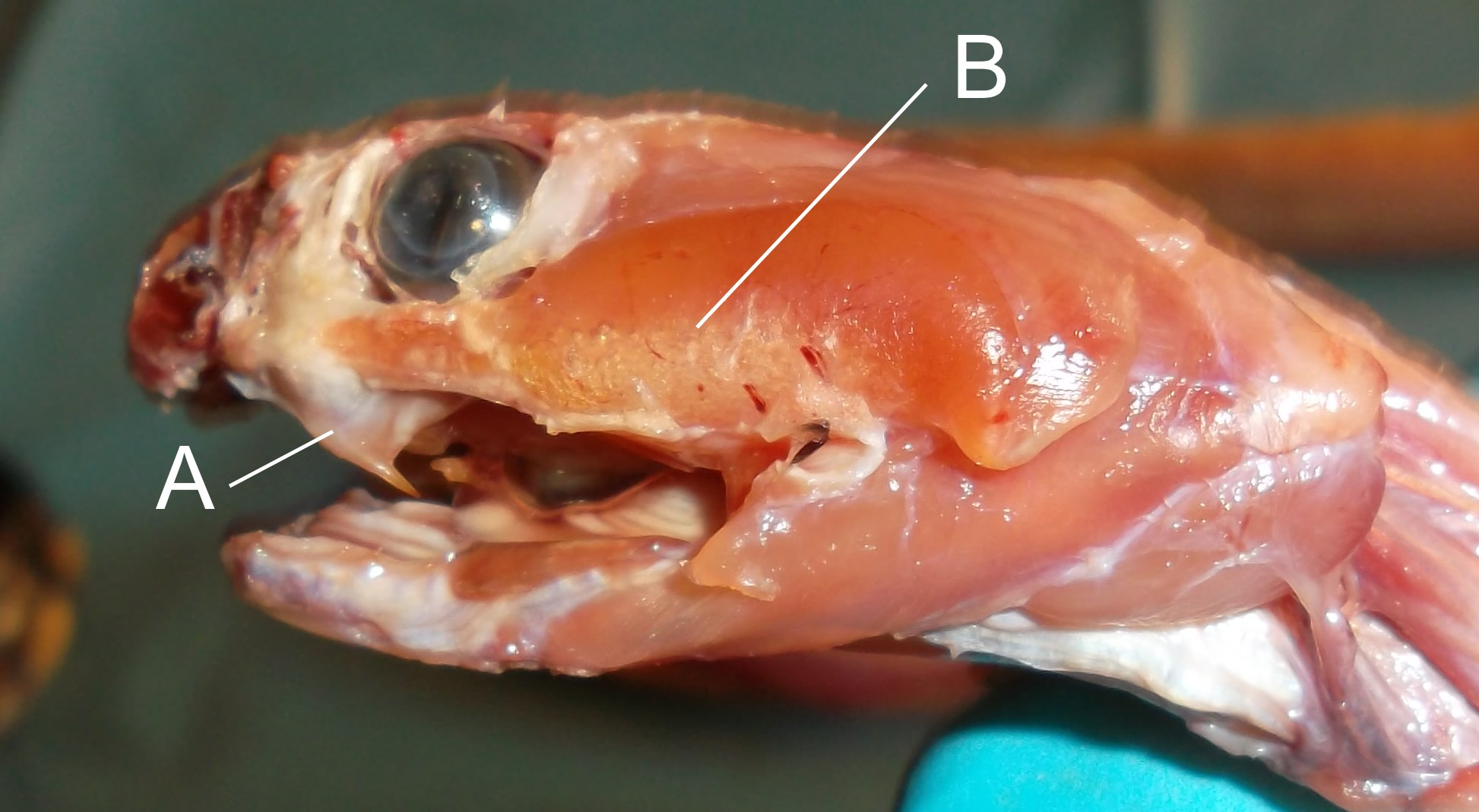
Cap dissecat de Naja melanoleuca que mostra (A) els ullals i (B) la glàndula del verí

## Etimologia
L'origen del nom d'aquest gènere prové del sànscrit nāga (amb una "g" dura) que significa "serp". Alguns sostenen que la paraula sànscrita està relacionada amb l'anglès "serp", germànic: * snēk-a-, proto-IE: * (s) nēg-o-, però això és poc probable. Mayrhofer anomena aquesta etimologia com "no creïble", i suggereix una etimologia més plausible que la connecta amb el sànscrit nagna, "sense pèl, nua".

## Descripció
Les espècies de Naja varien en longitud i la majoria són serps de cos relativament prim. La majoria de les espècies són capaces d’arribar a longituds de 1.84 m. Les longituds màximes d'algunes de les espècies més grans de cobres són al voltant de 3.1 m. sent possiblement la mes llarga la coneguda com a cobra del bosc (Naja melanoleuca). Totes tenen una capacitat característica d’aixecar els quarts anteriors del cos del terra i aplanar el coll per semblar més gran per a un possible depredador.

## Verí
| Rang | Espècie           | LD 50 SC      |
| ---- | ----------------- | ------------- |
| 1    | N. oxiana         | 0,10 mg / kg  |
| 2    | N. philippinensis | 0,14 mg / kg  |
| 3    | N. samarensis     | 0,21 mg / kg  |
| 4    | N. melanoleuca    | 0,225 mg / kg |
| 5    | N. siamensis      | 0,25 mg / kg  |
| 6    | N. atra           | 0,28 mg / kg  |
| 7    | N. naja           | 0,29 mg / kg  |
| 8    | N. nivea          | 0,37 mg / kg  |
| 9    | N. kaouthia       | 0,47 mg / kg  |
| 10   | N. sumatrana      | 0,60 mg / kg  |

Totes les espècies del gènere Naja són capaces de llençar una mossegada mortal a un ésser humà. La majoria de les espècies tenen verí fortament neurotòxic, que ataca el sistema nerviós, causant paràlisi, però moltes també tenen propietats citotòxiques que causen inflamació i necrosi, i tenen un efecte anticoagulant important. Algunes també tenen components cardiotòxics en el seu verí.
Diverses espècies de Naja, anomenades cobres escopidores, tenen un mecanisme especialitzat d'emissió de verí, en el qual els seus ullals frontals, en lloc d’expulsar el verí cap avall a través d’un orifici de descàrrega allargat (similar a una agulla hipodèrmica), tenen una obertura reduïda i arrodonida a la part superficial frontal, que expulsa el verí cap endavant, fora de la boca. Tot i que normalment s’anomena “escopir”, l’acció s’assembla més a l'esquitx. L'abast i la precisió amb què poden disparar el seu verí varia segons l'espècie, i s’utilitza principalment com a mecanisme de defensa. El verí té poc o cap efecte sobre la pell directa i sana, però si entra als ulls, pot causar una sensació de cremor severa i, fins i tot, ceguesa permanent si no es renta immediatament i a fons.
Un estudi recent mostra que els tres llinatges de cobra que escopien han desenvolupat una major activitat inductora del dolor mitjançant un augment dels nivells de fosfolipasa A2, que potencien l’acció algèsica de les citotoxines presents a la majoria dels verins de cobra. El moment de l’origen de l'escopiment a la Naja africana i asiàtica correspon a la separació dels llinatges evolutius entre humans i dels ximpanzés a l’Àfrica i l’arribada de l’ Homo erectus a Àsia. Els autors, per tant, elaboren la hipòtesi que l'arribada de les eines utilitzades pels primats bípedes pot haver desencadenat l'evolució de l'escopiment a les cobres.
La cobra del Caspi (N. oxiana) de l'Àsia central és l'espècie de Naja més verinosa. El valor subcutani LD 99-100 murí segons Brown (1973) és de 0,4 mg / kg, mentre que Ernst i Zug et al. llista un LD50 de 0,09 mg / kg - 0,21 mg / kg SC i 0,037 mg / kg IV. Latifi (1984) va incloure un valor subcutani de 0,2 mg / kg. En un altre estudi, on es va recollir verí de diversos exemplars a l'Iran, el LD50 de lahipodermis en ratolins de laboratori va ser de 0,078 mg / kg, el verí de Naja més potent per aquesta via d'enverinament. El verí cru de N. oxiana va produir la dosi letal més baixa coneguda (LCLo) de 0,005 mg / kg, el més baix de totes les espècies de cobra registrades mai, derivat d’un cas individual d’intoxicació per injecció intracerebroventricular. La cobra filipina (N. philippinensis) té una LD50 murina mitjana de 0,2 mg / kg subcutis. El valor més baix reportat per a la cobra filipina és de 0,14 mg / kg subcutani. Altres espècies altament verinoses són les cobres d’aigua (clade Boulengerina). El verí intraperitoneal LD50 de la Naja annulata i la Naja christy va ser de 0,143 mg / kg (rang de 0,131 mg / kg a 0,156 mg / kg) i 0.120 mg / kg, respectivament. Christensen (1968) també va llistar un teràpi intravenosa LD50 de 0,17 mg / kg per N. annulata. La cobra xinesa (N. atra) també és altament verinosa. Minton (1974) va incloure un valor de LD50 0,28 mg / kg subcutani i 0,22 mg / kg per via intravenosa (IV), mentre que Lee i Tseng indiquen un valor de 0,67 mg / kg SC. Brown (1973) llista el LD 99-100 a 0,2 mg / kg SC. La cobra del bosc (N. melanoleuca) té un LD50 de 0,225 mg / kg subcutani,
Les espècies Naja són un grup de serps mèdicament importants a causa del nombre de mossegades i morts que causen a tota la seva àrea geogràfica de distribució. S'estenen per tot Àfrica (incloses algunes parts del Sàhara on es pot trobar Naja haje), el sud-oest d’Àsia, l’Àsia central, el sud d’Àsia, l’Àsia oriental i el sud-est asiàtic. Aproximadament el 30% de les picades d'algunes espècies de cobra són mossegades seques, per tant no causen enverinament: una mossegada seca és una mossegada d'una serp verinosa que no injecta verí.
Influeixen molts factors en les diferències de casos mortals entre diferents espècies del mateix gènere. Entre les cobres, els casos de desenllaç mortal de picades en víctimes tractades i no tractades poden ser força grans. Per exemple, les taxes de mortalitat entre els casos d’enverinament no tractats per part de les cobres en el seu grup oscil·len entre el 6,5 i el 10% per a N kaouthia. aproximadament el 80% per a N. oxiana. La taxa de mortalitat per Naja atra és d'entre el 15 i el 20%, del 5-10% per a N. nigricollis, 50% per a N. nivea, 20-25% per a N. naja, En els casos en què les víctimes de les picades de cobra es tracten mèdicament mitjançant un protocol de tractament normal per a l'enverinament del tipus elàpid, les diferències en el pronòstic depenen de les espècies de cobra implicades. La gran majoria dels pacients enverinats tractats realitzen recuperacions ràpides i completes, mentre que altres pacients enverinats que reben un tractament similar ocasionen morts. Els factors més importants en la diferència de les taxes de mortalitat entre les víctimes enverinades per les cobres és la gravetat de la picada i quines espècies de cobra van causar l'enverinament. La cobra del Caspi (N. oxiana) i la cobra de les Filipines (N. philippinensis) són les dues espècies de cobra amb el verí més tòxic basades en LD50 sobre ratolins. Ambdues espècies causen una neurotoxicitat important i la progressió de símptomes que posen en perill la vida després de l'enverinament. S’ha informat de la mort en tan sols 30 minuts en casos d’enverinament per ambdues espècies. El verí de N. philippinensis purament neurotòxic provoca una neurotoxicitat important amb un mínim dany i dolor en els teixits locals i els pacients responen molt bé a la teràpia antiverinosa si el tractament s’administra ràpidament després de la picada. L'enverinament causat per N. oxiana és molt més complicat. A més de la neurotoxicitat important, al verí d'aquesta espècie hi ha components citotòxics i cardiotòxics molt potents. Els efectes locals es manifesten i es manifesten en tots els casos d’enverinament: dolor intens, inflamació intensa, hematomes, butllofa i necrosi dels teixits. El dany renal i la cardiotoxicitat també són manifestacions clíniques d’enverinament causades per N. oxiana, tot i que són rares i secundàries. La taxa de mortalitat no tractada entre els enverinaments per N. oxiana s’acosta al 80%, la més alta entre totes les espècies del gènere Naja. L'antiverí no és tan eficaç per a l'enverinament d’aquesta espècie com per a altres cobres asiàtiques de la mateixa regió, com la cobra índia (N. naja) A causa de la perillosa toxicitat del verí d’aquesta espècie, sovint calen quantitats massives d’antiverí en els pacients tractats. Per aquest motiu s'estan desenvolupant recerques del serum antiverinós monovalent a l'Institut Razi de Recerca per la Vacuna i el Sèrum de l’Iran. La resposta al tractament amb antiveri és generalment pobra entre els pacients, per la qual cosa cal ventilació mecànica i intubació traqueal. Com a resultat, la mortalitat entre els tractats per enverinament de N. oxiana encara és relativament alta (fins al 30%) en comparació amb la resta d’espècies de cobra (<1%).

## Taxonomia
|  | Naja (Naja) kaouthia    |
|  |                         |
|  | Naja (Naja) atra        |
|  |                         |
|  | Naja (Naja) sagittifera |
|  |                         |
|  | Naja (Naja) oxiana      |
|  |                         |

|  | Naja (Naja) samarensis     |
|  |                            |
|  | Naja (Naja) philippinensis |
|  |                            |

|  | Naja (Naja) mandalayensis                                                       |
|  |                                                                                 |
|  | \| \| Naja (Naja) sumatrana \| \| \| \| \| \| Naja (Naja) siamensis \| \| \| \| |
|  |                                                                                 |
|  | Naja (Naja) sumatrana                                                           |
|  |                                                                                 |
|  | Naja (Naja) siamensis                                                           |
|  |                                                                                 |

|  | Naja (Naja) sumatrana |
|  |                       |
|  | Naja (Naja) siamensis |
|  |                       |

|  | Naja (Naja) samarensis     |
|  |                            |
|  | Naja (Naja) philippinensis |
|  |                            |

|  | Naja (Naja) mandalayensis                                                       |
|  |                                                                                 |
|  | \| \| Naja (Naja) sumatrana \| \| \| \| \| \| Naja (Naja) siamensis \| \| \| \| |
|  |                                                                                 |
|  | Naja (Naja) sumatrana                                                           |
|  |                                                                                 |
|  | Naja (Naja) siamensis                                                           |
|  |                                                                                 |

|  | Naja (Naja) sumatrana |
|  |                       |
|  | Naja (Naja) siamensis |
|  |                       |

|  | Naja (Naja) samarensis     |
|  |                            |
|  | Naja (Naja) philippinensis |
|  |                            |

|  | Naja (Naja) mandalayensis                                                       |
|  |                                                                                 |
|  | \| \| Naja (Naja) sumatrana \| \| \| \| \| \| Naja (Naja) siamensis \| \| \| \| |
|  |                                                                                 |
|  | Naja (Naja) sumatrana                                                           |
|  |                                                                                 |
|  | Naja (Naja) siamensis                                                           |
|  |                                                                                 |

|  | Naja (Naja) sumatrana |
|  |                       |
|  | Naja (Naja) siamensis |
|  |                       |

|  | Naja (Naja) samarensis     |
|  |                            |
|  | Naja (Naja) philippinensis |
|  |                            |

|  | Naja (Naja) mandalayensis                                                       |
|  |                                                                                 |
|  | \| \| Naja (Naja) sumatrana \| \| \| \| \| \| Naja (Naja) siamensis \| \| \| \| |
|  |                                                                                 |
|  | Naja (Naja) sumatrana                                                           |
|  |                                                                                 |
|  | Naja (Naja) siamensis                                                           |
|  |                                                                                 |

|  | Naja (Naja) sumatrana |
|  |                       |
|  | Naja (Naja) siamensis |
|  |                       |

|  | Naja (Naja) kaouthia    |
|  |                         |
|  | Naja (Naja) atra        |
|  |                         |
|  | Naja (Naja) sagittifera |
|  |                         |
|  | Naja (Naja) oxiana      |
|  |                         |

|  | Naja (Naja) samarensis     |
|  |                            |
|  | Naja (Naja) philippinensis |
|  |                            |

|  | Naja (Naja) mandalayensis                                                       |
|  |                                                                                 |
|  | \| \| Naja (Naja) sumatrana \| \| \| \| \| \| Naja (Naja) siamensis \| \| \| \| |
|  |                                                                                 |
|  | Naja (Naja) sumatrana                                                           |
|  |                                                                                 |
|  | Naja (Naja) siamensis                                                           |
|  |                                                                                 |

|  | Naja (Naja) sumatrana |
|  |                       |
|  | Naja (Naja) siamensis |
|  |                       |

|  | Naja (Naja) samarensis     |
|  |                            |
|  | Naja (Naja) philippinensis |
|  |                            |

|  | Naja (Naja) mandalayensis                                                       |
|  |                                                                                 |
|  | \| \| Naja (Naja) sumatrana \| \| \| \| \| \| Naja (Naja) siamensis \| \| \| \| |
|  |                                                                                 |
|  | Naja (Naja) sumatrana                                                           |
|  |                                                                                 |
|  | Naja (Naja) siamensis                                                           |
|  |                                                                                 |

|  | Naja (Naja) sumatrana |
|  |                       |
|  | Naja (Naja) siamensis |
|  |                       |

|  | Naja (Naja) samarensis     |
|  |                            |
|  | Naja (Naja) philippinensis |
|  |                            |

|  | Naja (Naja) mandalayensis                                                       |
|  |                                                                                 |
|  | \| \| Naja (Naja) sumatrana \| \| \| \| \| \| Naja (Naja) siamensis \| \| \| \| |
|  |                                                                                 |
|  | Naja (Naja) sumatrana                                                           |
|  |                                                                                 |
|  | Naja (Naja) siamensis                                                           |
|  |                                                                                 |

|  | Naja (Naja) sumatrana |
|  |                       |
|  | Naja (Naja) siamensis |
|  |                       |

|  | Naja (Naja) samarensis     |
|  |                            |
|  | Naja (Naja) philippinensis |
|  |                            |

|  | Naja (Naja) mandalayensis                                                       |
|  |                                                                                 |
|  | \| \| Naja (Naja) sumatrana \| \| \| \| \| \| Naja (Naja) siamensis \| \| \| \| |
|  |                                                                                 |
|  | Naja (Naja) sumatrana                                                           |
|  |                                                                                 |
|  | Naja (Naja) siamensis                                                           |
|  |                                                                                 |

|  | Naja (Naja) sumatrana |
|  |                       |
|  | Naja (Naja) siamensis |
|  |                       |

|  | Naja (Naja) kaouthia    |
|  |                         |
|  | Naja (Naja) atra        |
|  |                         |
|  | Naja (Naja) sagittifera |
|  |                         |
|  | Naja (Naja) oxiana      |
|  |                         |

|  | Naja (Naja) samarensis     |
|  |                            |
|  | Naja (Naja) philippinensis |
|  |                            |

|  | Naja (Naja) mandalayensis                                                       |
|  |                                                                                 |
|  | \| \| Naja (Naja) sumatrana \| \| \| \| \| \| Naja (Naja) siamensis \| \| \| \| |
|  |                                                                                 |
|  | Naja (Naja) sumatrana                                                           |
|  |                                                                                 |
|  | Naja (Naja) siamensis                                                           |
|  |                                                                                 |

|  | Naja (Naja) sumatrana |
|  |                       |
|  | Naja (Naja) siamensis |
|  |                       |

|  | Naja (Naja) samarensis     |
|  |                            |
|  | Naja (Naja) philippinensis |
|  |                            |

|  | Naja (Naja) mandalayensis                                                       |
|  |                                                                                 |
|  | \| \| Naja (Naja) sumatrana \| \| \| \| \| \| Naja (Naja) siamensis \| \| \| \| |
|  |                                                                                 |
|  | Naja (Naja) sumatrana                                                           |
|  |                                                                                 |
|  | Naja (Naja) siamensis                                                           |
|  |                                                                                 |

|  | Naja (Naja) sumatrana |
|  |                       |
|  | Naja (Naja) siamensis |
|  |                       |

|  | Naja (Naja) samarensis     |
|  |                            |
|  | Naja (Naja) philippinensis |
|  |                            |

|  | Naja (Naja) mandalayensis                                                       |
|  |                                                                                 |
|  | \| \| Naja (Naja) sumatrana \| \| \| \| \| \| Naja (Naja) siamensis \| \| \| \| |
|  |                                                                                 |
|  | Naja (Naja) sumatrana                                                           |
|  |                                                                                 |
|  | Naja (Naja) siamensis                                                           |
|  |                                                                                 |

|  | Naja (Naja) sumatrana |
|  |                       |
|  | Naja (Naja) siamensis |
|  |                       |

|  | Naja (Naja) samarensis     |
|  |                            |
|  | Naja (Naja) philippinensis |
|  |                            |

|  | Naja (Naja) mandalayensis                                                       |
|  |                                                                                 |
|  | \| \| Naja (Naja) sumatrana \| \| \| \| \| \| Naja (Naja) siamensis \| \| \| \| |
|  |                                                                                 |
|  | Naja (Naja) sumatrana                                                           |
|  |                                                                                 |
|  | Naja (Naja) siamensis                                                           |
|  |                                                                                 |

|  | Naja (Naja) sumatrana |
|  |                       |
|  | Naja (Naja) siamensis |
|  |                       |

|  | Naja (Naja) kaouthia    |
|  |                         |
|  | Naja (Naja) atra        |
|  |                         |
|  | Naja (Naja) sagittifera |
|  |                         |
|  | Naja (Naja) oxiana      |
|  |                         |

|  | Naja (Naja) samarensis     |
|  |                            |
|  | Naja (Naja) philippinensis |
|  |                            |

|  | Naja (Naja) mandalayensis                                                       |
|  |                                                                                 |
|  | \| \| Naja (Naja) sumatrana \| \| \| \| \| \| Naja (Naja) siamensis \| \| \| \| |
|  |                                                                                 |
|  | Naja (Naja) sumatrana                                                           |
|  |                                                                                 |
|  | Naja (Naja) siamensis                                                           |
|  |                                                                                 |

|  | Naja (Naja) sumatrana |
|  |                       |
|  | Naja (Naja) siamensis |
|  |                       |

|  | Naja (Naja) samarensis     |
|  |                            |
|  | Naja (Naja) philippinensis |
|  |                            |

|  | Naja (Naja) mandalayensis                                                       |
|  |                                                                                 |
|  | \| \| Naja (Naja) sumatrana \| \| \| \| \| \| Naja (Naja) siamensis \| \| \| \| |
|  |                                                                                 |
|  | Naja (Naja) sumatrana                                                           |
|  |                                                                                 |
|  | Naja (Naja) siamensis                                                           |
|  |                                                                                 |

|  | Naja (Naja) sumatrana |
|  |                       |
|  | Naja (Naja) siamensis |
|  |                       |

|  | Naja (Naja) samarensis     |
|  |                            |
|  | Naja (Naja) philippinensis |
|  |                            |

|  | Naja (Naja) mandalayensis                                                       |
|  |                                                                                 |
|  | \| \| Naja (Naja) sumatrana \| \| \| \| \| \| Naja (Naja) siamensis \| \| \| \| |
|  |                                                                                 |
|  | Naja (Naja) sumatrana                                                           |
|  |                                                                                 |
|  | Naja (Naja) siamensis                                                           |
|  |                                                                                 |

|  | Naja (Naja) sumatrana |
|  |                       |
|  | Naja (Naja) siamensis |
|  |                       |

|  | Naja (Naja) samarensis     |
|  |                            |
|  | Naja (Naja) philippinensis |
|  |                            |

|  | Naja (Naja) mandalayensis                                                       |
|  |                                                                                 |
|  | \| \| Naja (Naja) sumatrana \| \| \| \| \| \| Naja (Naja) siamensis \| \| \| \| |
|  |                                                                                 |
|  | Naja (Naja) sumatrana                                                           |
|  |                                                                                 |
|  | Naja (Naja) siamensis                                                           |
|  |                                                                                 |

|  | Naja (Naja) sumatrana |
|  |                       |
|  | Naja (Naja) siamensis |
|  |                       |

|  | Naja (Afronaja) pallida |
|  |                         |
|  | Naja (Afronaja) nubiae  |
|  |                         |

|  | Naja (Afronaja) ashei                                                                      |
|  |                                                                                            |
|  | \| \| Naja (Afronaja) mossambica \| \| \| \| \| \| Naja (Afronaja) nigricincta \| \| \| \| |
|  |                                                                                            |
|  | Naja (Afronaja) mossambica                                                                 |
|  |                                                                                            |
|  | Naja (Afronaja) nigricincta                                                                |
|  |                                                                                            |

|  | Naja (Afronaja) mossambica  |
|  |                             |
|  | Naja (Afronaja) nigricincta |
|  |                             |

|  | Naja (Afronaja) ashei                                                                      |
|  |                                                                                            |
|  | \| \| Naja (Afronaja) mossambica \| \| \| \| \| \| Naja (Afronaja) nigricincta \| \| \| \| |
|  |                                                                                            |
|  | Naja (Afronaja) mossambica                                                                 |
|  |                                                                                            |
|  | Naja (Afronaja) nigricincta                                                                |
|  |                                                                                            |

|  | Naja (Afronaja) mossambica  |
|  |                             |
|  | Naja (Afronaja) nigricincta |
|  |                             |

|  | Naja (Afronaja) ashei                                                                      |
|  |                                                                                            |
|  | \| \| Naja (Afronaja) mossambica \| \| \| \| \| \| Naja (Afronaja) nigricincta \| \| \| \| |
|  |                                                                                            |
|  | Naja (Afronaja) mossambica                                                                 |
|  |                                                                                            |
|  | Naja (Afronaja) nigricincta                                                                |
|  |                                                                                            |

|  | Naja (Afronaja) mossambica  |
|  |                             |
|  | Naja (Afronaja) nigricincta |
|  |                             |

|  | Naja (Afronaja) ashei                                                                      |
|  |                                                                                            |
|  | \| \| Naja (Afronaja) mossambica \| \| \| \| \| \| Naja (Afronaja) nigricincta \| \| \| \| |
|  |                                                                                            |
|  | Naja (Afronaja) mossambica                                                                 |
|  |                                                                                            |
|  | Naja (Afronaja) nigricincta                                                                |
|  |                                                                                            |

|  | Naja (Afronaja) mossambica  |
|  |                             |
|  | Naja (Afronaja) nigricincta |
|  |                             |

|  | Naja (Afronaja) pallida |
|  |                         |
|  | Naja (Afronaja) nubiae  |
|  |                         |

|  | Naja (Afronaja) ashei                                                                      |
|  |                                                                                            |
|  | \| \| Naja (Afronaja) mossambica \| \| \| \| \| \| Naja (Afronaja) nigricincta \| \| \| \| |
|  |                                                                                            |
|  | Naja (Afronaja) mossambica                                                                 |
|  |                                                                                            |
|  | Naja (Afronaja) nigricincta                                                                |
|  |                                                                                            |

|  | Naja (Afronaja) mossambica  |
|  |                             |
|  | Naja (Afronaja) nigricincta |
|  |                             |

|  | Naja (Afronaja) ashei                                                                      |
|  |                                                                                            |
|  | \| \| Naja (Afronaja) mossambica \| \| \| \| \| \| Naja (Afronaja) nigricincta \| \| \| \| |
|  |                                                                                            |
|  | Naja (Afronaja) mossambica                                                                 |
|  |                                                                                            |
|  | Naja (Afronaja) nigricincta                                                                |
|  |                                                                                            |

|  | Naja (Afronaja) mossambica  |
|  |                             |
|  | Naja (Afronaja) nigricincta |
|  |                             |

|  | Naja (Afronaja) ashei                                                                      |
|  |                                                                                            |
|  | \| \| Naja (Afronaja) mossambica \| \| \| \| \| \| Naja (Afronaja) nigricincta \| \| \| \| |
|  |                                                                                            |
|  | Naja (Afronaja) mossambica                                                                 |
|  |                                                                                            |
|  | Naja (Afronaja) nigricincta                                                                |
|  |                                                                                            |

|  | Naja (Afronaja) mossambica  |
|  |                             |
|  | Naja (Afronaja) nigricincta |
|  |                             |

|  | Naja (Afronaja) ashei                                                                      |
|  |                                                                                            |
|  | \| \| Naja (Afronaja) mossambica \| \| \| \| \| \| Naja (Afronaja) nigricincta \| \| \| \| |
|  |                                                                                            |
|  | Naja (Afronaja) mossambica                                                                 |
|  |                                                                                            |
|  | Naja (Afronaja) nigricincta                                                                |
|  |                                                                                            |

|  | Naja (Afronaja) mossambica  |
|  |                             |
|  | Naja (Afronaja) nigricincta |
|  |                             |

|  | Naja (Boulengerina) christyi |
|  |                              |
|  | Naja (Boulengerina) annulata |
|  |                              |

|  | Naja (Boulengerina) savannula |
|  |                               |
|  | Naja (Boulengerina) subfulva  |
|  |                               |

|  | Naja (Boulengerina) guineensis   |
|  |                                  |
|  | Naja (Boulengerina) peroescobari |
|  |                                  |
|  | Naja (Boulengerina) melanoleuca  |
|  |                                  |

|  | Naja (Boulengerina) savannula |
|  |                               |
|  | Naja (Boulengerina) subfulva  |
|  |                               |

|  | Naja (Boulengerina) guineensis   |
|  |                                  |
|  | Naja (Boulengerina) peroescobari |
|  |                                  |
|  | Naja (Boulengerina) melanoleuca  |
|  |                                  |

|  | Naja (Boulengerina) christyi |
|  |                              |
|  | Naja (Boulengerina) annulata |
|  |                              |

|  | Naja (Boulengerina) savannula |
|  |                               |
|  | Naja (Boulengerina) subfulva  |
|  |                               |

|  | Naja (Boulengerina) guineensis   |
|  |                                  |
|  | Naja (Boulengerina) peroescobari |
|  |                                  |
|  | Naja (Boulengerina) melanoleuca  |
|  |                                  |

|  | Naja (Boulengerina) savannula |
|  |                               |
|  | Naja (Boulengerina) subfulva  |
|  |                               |

|  | Naja (Boulengerina) guineensis   |
|  |                                  |
|  | Naja (Boulengerina) peroescobari |
|  |                                  |
|  | Naja (Boulengerina) melanoleuca  |
|  |                                  |

|  | Naja (Boulengerina) christyi |
|  |                              |
|  | Naja (Boulengerina) annulata |
|  |                              |

|  | Naja (Boulengerina) savannula |
|  |                               |
|  | Naja (Boulengerina) subfulva  |
|  |                               |

|  | Naja (Boulengerina) guineensis   |
|  |                                  |
|  | Naja (Boulengerina) peroescobari |
|  |                                  |
|  | Naja (Boulengerina) melanoleuca  |
|  |                                  |

|  | Naja (Boulengerina) savannula |
|  |                               |
|  | Naja (Boulengerina) subfulva  |
|  |                               |

|  | Naja (Boulengerina) guineensis   |
|  |                                  |
|  | Naja (Boulengerina) peroescobari |
|  |                                  |
|  | Naja (Boulengerina) melanoleuca  |
|  |                                  |

|  | Naja (Boulengerina) christyi |
|  |                              |
|  | Naja (Boulengerina) annulata |
|  |                              |

|  | Naja (Boulengerina) savannula |
|  |                               |
|  | Naja (Boulengerina) subfulva  |
|  |                               |

|  | Naja (Boulengerina) guineensis   |
|  |                                  |
|  | Naja (Boulengerina) peroescobari |
|  |                                  |
|  | Naja (Boulengerina) melanoleuca  |
|  |                                  |

|  | Naja (Boulengerina) savannula |
|  |                               |
|  | Naja (Boulengerina) subfulva  |
|  |                               |

|  | Naja (Boulengerina) guineensis   |
|  |                                  |
|  | Naja (Boulengerina) peroescobari |
|  |                                  |
|  | Naja (Boulengerina) melanoleuca  |
|  |                                  |

|  | Naja (Uraeus) haje    |
|  |                       |
|  | Naja (Uraeus) arabica |
|  |                       |

|  | Naja (Uraeus) annulifera |
|  |                          |
|  | Naja (Uraeus) anchietae  |
|  |                          |

|  | Naja (Uraeus) haje    |
|  |                       |
|  | Naja (Uraeus) arabica |
|  |                       |

|  | Naja (Uraeus) annulifera |
|  |                          |
|  | Naja (Uraeus) anchietae  |
|  |                          |

|  | Naja (Uraeus) haje    |
|  |                       |
|  | Naja (Uraeus) arabica |
|  |                       |

|  | Naja (Uraeus) annulifera |
|  |                          |
|  | Naja (Uraeus) anchietae  |
|  |                          |

|  | Naja (Uraeus) haje    |
|  |                       |
|  | Naja (Uraeus) arabica |
|  |                       |

|  | Naja (Uraeus) annulifera |
|  |                          |
|  | Naja (Uraeus) anchietae  |
|  |                          |

|  | Naja (Boulengerina) christyi |
|  |                              |
|  | Naja (Boulengerina) annulata |
|  |                              |

|  | Naja (Boulengerina) savannula |
|  |                               |
|  | Naja (Boulengerina) subfulva  |
|  |                               |

|  | Naja (Boulengerina) guineensis   |
|  |                                  |
|  | Naja (Boulengerina) peroescobari |
|  |                                  |
|  | Naja (Boulengerina) melanoleuca  |
|  |                                  |

|  | Naja (Boulengerina) savannula |
|  |                               |
|  | Naja (Boulengerina) subfulva  |
|  |                               |

|  | Naja (Boulengerina) guineensis   |
|  |                                  |
|  | Naja (Boulengerina) peroescobari |
|  |                                  |
|  | Naja (Boulengerina) melanoleuca  |
|  |                                  |

|  | Naja (Boulengerina) christyi |
|  |                              |
|  | Naja (Boulengerina) annulata |
|  |                              |

|  | Naja (Boulengerina) savannula |
|  |                               |
|  | Naja (Boulengerina) subfulva  |
|  |                               |

|  | Naja (Boulengerina) guineensis   |
|  |                                  |
|  | Naja (Boulengerina) peroescobari |
|  |                                  |
|  | Naja (Boulengerina) melanoleuca  |
|  |                                  |

|  | Naja (Boulengerina) savannula |
|  |                               |
|  | Naja (Boulengerina) subfulva  |
|  |                               |

|  | Naja (Boulengerina) guineensis   |
|  |                                  |
|  | Naja (Boulengerina) peroescobari |
|  |                                  |
|  | Naja (Boulengerina) melanoleuca  |
|  |                                  |

|  | Naja (Boulengerina) christyi |
|  |                              |
|  | Naja (Boulengerina) annulata |
|  |                              |

|  | Naja (Boulengerina) savannula |
|  |                               |
|  | Naja (Boulengerina) subfulva  |
|  |                               |

|  | Naja (Boulengerina) guineensis   |
|  |                                  |
|  | Naja (Boulengerina) peroescobari |
|  |                                  |
|  | Naja (Boulengerina) melanoleuca  |
|  |                                  |

|  | Naja (Boulengerina) savannula |
|  |                               |
|  | Naja (Boulengerina) subfulva  |
|  |                               |

|  | Naja (Boulengerina) guineensis   |
|  |                                  |
|  | Naja (Boulengerina) peroescobari |
|  |                                  |
|  | Naja (Boulengerina) melanoleuca  |
|  |                                  |

|  | Naja (Boulengerina) christyi |
|  |                              |
|  | Naja (Boulengerina) annulata |
|  |                              |

|  | Naja (Boulengerina) savannula |
|  |                               |
|  | Naja (Boulengerina) subfulva  |
|  |                               |

|  | Naja (Boulengerina) guineensis   |
|  |                                  |
|  | Naja (Boulengerina) peroescobari |
|  |                                  |
|  | Naja (Boulengerina) melanoleuca  |
|  |                                  |

|  | Naja (Boulengerina) savannula |
|  |                               |
|  | Naja (Boulengerina) subfulva  |
|  |                               |

|  | Naja (Boulengerina) guineensis   |
|  |                                  |
|  | Naja (Boulengerina) peroescobari |
|  |                                  |
|  | Naja (Boulengerina) melanoleuca  |
|  |                                  |

|  | Naja (Uraeus) haje    |
|  |                       |
|  | Naja (Uraeus) arabica |
|  |                       |

|  | Naja (Uraeus) annulifera |
|  |                          |
|  | Naja (Uraeus) anchietae  |
|  |                          |

|  | Naja (Uraeus) haje    |
|  |                       |
|  | Naja (Uraeus) arabica |
|  |                       |

|  | Naja (Uraeus) annulifera |
|  |                          |
|  | Naja (Uraeus) anchietae  |
|  |                          |

|  | Naja (Uraeus) haje    |
|  |                       |
|  | Naja (Uraeus) arabica |
|  |                       |

|  | Naja (Uraeus) annulifera |
|  |                          |
|  | Naja (Uraeus) anchietae  |
|  |                          |

|  | Naja (Uraeus) haje    |
|  |                       |
|  | Naja (Uraeus) arabica |
|  |                       |

|  | Naja (Uraeus) annulifera |
|  |                          |
|  | Naja (Uraeus) anchietae  |
|  |                          |

|  | Naja (Afronaja) pallida |
|  |                         |
|  | Naja (Afronaja) nubiae  |
|  |                         |

|  | Naja (Afronaja) ashei                                                                      |
|  |                                                                                            |
|  | \| \| Naja (Afronaja) mossambica \| \| \| \| \| \| Naja (Afronaja) nigricincta \| \| \| \| |
|  |                                                                                            |
|  | Naja (Afronaja) mossambica                                                                 |
|  |                                                                                            |
|  | Naja (Afronaja) nigricincta                                                                |
|  |                                                                                            |

|  | Naja (Afronaja) mossambica  |
|  |                             |
|  | Naja (Afronaja) nigricincta |
|  |                             |

|  | Naja (Afronaja) ashei                                                                      |
|  |                                                                                            |
|  | \| \| Naja (Afronaja) mossambica \| \| \| \| \| \| Naja (Afronaja) nigricincta \| \| \| \| |
|  |                                                                                            |
|  | Naja (Afronaja) mossambica                                                                 |
|  |                                                                                            |
|  | Naja (Afronaja) nigricincta                                                                |
|  |                                                                                            |

|  | Naja (Afronaja) mossambica  |
|  |                             |
|  | Naja (Afronaja) nigricincta |
|  |                             |

|  | Naja (Afronaja) ashei                                                                      |
|  |                                                                                            |
|  | \| \| Naja (Afronaja) mossambica \| \| \| \| \| \| Naja (Afronaja) nigricincta \| \| \| \| |
|  |                                                                                            |
|  | Naja (Afronaja) mossambica                                                                 |
|  |                                                                                            |
|  | Naja (Afronaja) nigricincta                                                                |
|  |                                                                                            |

|  | Naja (Afronaja) mossambica  |
|  |                             |
|  | Naja (Afronaja) nigricincta |
|  |                             |

|  | Naja (Afronaja) ashei                                                                      |
|  |                                                                                            |
|  | \| \| Naja (Afronaja) mossambica \| \| \| \| \| \| Naja (Afronaja) nigricincta \| \| \| \| |
|  |                                                                                            |
|  | Naja (Afronaja) mossambica                                                                 |
|  |                                                                                            |
|  | Naja (Afronaja) nigricincta                                                                |
|  |                                                                                            |

|  | Naja (Afronaja) mossambica  |
|  |                             |
|  | Naja (Afronaja) nigricincta |
|  |                             |

|  | Naja (Afronaja) pallida |
|  |                         |
|  | Naja (Afronaja) nubiae  |
|  |                         |

|  | Naja (Afronaja) ashei                                                                      |
|  |                                                                                            |
|  | \| \| Naja (Afronaja) mossambica \| \| \| \| \| \| Naja (Afronaja) nigricincta \| \| \| \| |
|  |                                                                                            |
|  | Naja (Afronaja) mossambica                                                                 |
|  |                                                                                            |
|  | Naja (Afronaja) nigricincta                                                                |
|  |                                                                                            |

|  | Naja (Afronaja) mossambica  |
|  |                             |
|  | Naja (Afronaja) nigricincta |
|  |                             |

|  | Naja (Afronaja) ashei                                                                      |
|  |                                                                                            |
|  | \| \| Naja (Afronaja) mossambica \| \| \| \| \| \| Naja (Afronaja) nigricincta \| \| \| \| |
|  |                                                                                            |
|  | Naja (Afronaja) mossambica                                                                 |
|  |                                                                                            |
|  | Naja (Afronaja) nigricincta                                                                |
|  |                                                                                            |

|  | Naja (Afronaja) mossambica  |
|  |                             |
|  | Naja (Afronaja) nigricincta |
|  |                             |

|  | Naja (Afronaja) ashei                                                                      |
|  |                                                                                            |
|  | \| \| Naja (Afronaja) mossambica \| \| \| \| \| \| Naja (Afronaja) nigricincta \| \| \| \| |
|  |                                                                                            |
|  | Naja (Afronaja) mossambica                                                                 |
|  |                                                                                            |
|  | Naja (Afronaja) nigricincta                                                                |
|  |                                                                                            |

|  | Naja (Afronaja) mossambica  |
|  |                             |
|  | Naja (Afronaja) nigricincta |
|  |                             |

|  | Naja (Afronaja) ashei                                                                      |
|  |                                                                                            |
|  | \| \| Naja (Afronaja) mossambica \| \| \| \| \| \| Naja (Afronaja) nigricincta \| \| \| \| |
|  |                                                                                            |
|  | Naja (Afronaja) mossambica                                                                 |
|  |                                                                                            |
|  | Naja (Afronaja) nigricincta                                                                |
|  |                                                                                            |

|  | Naja (Afronaja) mossambica  |
|  |                             |
|  | Naja (Afronaja) nigricincta |
|  |                             |

|  | Naja (Boulengerina) christyi |
|  |                              |
|  | Naja (Boulengerina) annulata |
|  |                              |

|  | Naja (Boulengerina) savannula |
|  |                               |
|  | Naja (Boulengerina) subfulva  |
|  |                               |

|  | Naja (Boulengerina) guineensis   |
|  |                                  |
|  | Naja (Boulengerina) peroescobari |
|  |                                  |
|  | Naja (Boulengerina) melanoleuca  |
|  |                                  |

|  | Naja (Boulengerina) savannula |
|  |                               |
|  | Naja (Boulengerina) subfulva  |
|  |                               |

|  | Naja (Boulengerina) guineensis   |
|  |                                  |
|  | Naja (Boulengerina) peroescobari |
|  |                                  |
|  | Naja (Boulengerina) melanoleuca  |
|  |                                  |

|  | Naja (Boulengerina) christyi |
|  |                              |
|  | Naja (Boulengerina) annulata |
|  |                              |

|  | Naja (Boulengerina) savannula |
|  |                               |
|  | Naja (Boulengerina) subfulva  |
|  |                               |

|  | Naja (Boulengerina) guineensis   |
|  |                                  |
|  | Naja (Boulengerina) peroescobari |
|  |                                  |
|  | Naja (Boulengerina) melanoleuca  |
|  |                                  |

|  | Naja (Boulengerina) savannula |
|  |                               |
|  | Naja (Boulengerina) subfulva  |
|  |                               |

|  | Naja (Boulengerina) guineensis   |
|  |                                  |
|  | Naja (Boulengerina) peroescobari |
|  |                                  |
|  | Naja (Boulengerina) melanoleuca  |
|  |                                  |

|  | Naja (Boulengerina) christyi |
|  |                              |
|  | Naja (Boulengerina) annulata |
|  |                              |

|  | Naja (Boulengerina) savannula |
|  |                               |
|  | Naja (Boulengerina) subfulva  |
|  |                               |

|  | Naja (Boulengerina) guineensis   |
|  |                                  |
|  | Naja (Boulengerina) peroescobari |
|  |                                  |
|  | Naja (Boulengerina) melanoleuca  |
|  |                                  |

|  | Naja (Boulengerina) savannula |
|  |                               |
|  | Naja (Boulengerina) subfulva  |
|  |                               |

|  | Naja (Boulengerina) guineensis   |
|  |                                  |
|  | Naja (Boulengerina) peroescobari |
|  |                                  |
|  | Naja (Boulengerina) melanoleuca  |
|  |                                  |

|  | Naja (Boulengerina) christyi |
|  |                              |
|  | Naja (Boulengerina) annulata |
|  |                              |

|  | Naja (Boulengerina) savannula |
|  |                               |
|  | Naja (Boulengerina) subfulva  |
|  |                               |

|  | Naja (Boulengerina) guineensis   |
|  |                                  |
|  | Naja (Boulengerina) peroescobari |
|  |                                  |
|  | Naja (Boulengerina) melanoleuca  |
|  |                                  |

|  | Naja (Boulengerina) savannula |
|  |                               |
|  | Naja (Boulengerina) subfulva  |
|  |                               |

|  | Naja (Boulengerina) guineensis   |
|  |                                  |
|  | Naja (Boulengerina) peroescobari |
|  |                                  |
|  | Naja (Boulengerina) melanoleuca  |
|  |                                  |

|  | Naja (Uraeus) haje    |
|  |                       |
|  | Naja (Uraeus) arabica |
|  |                       |

|  | Naja (Uraeus) annulifera |
|  |                          |
|  | Naja (Uraeus) anchietae  |
|  |                          |

|  | Naja (Uraeus) haje    |
|  |                       |
|  | Naja (Uraeus) arabica |
|  |                       |

|  | Naja (Uraeus) annulifera |
|  |                          |
|  | Naja (Uraeus) anchietae  |
|  |                          |

|  | Naja (Uraeus) haje    |
|  |                       |
|  | Naja (Uraeus) arabica |
|  |                       |

|  | Naja (Uraeus) annulifera |
|  |                          |
|  | Naja (Uraeus) anchietae  |
|  |                          |

|  | Naja (Uraeus) haje    |
|  |                       |
|  | Naja (Uraeus) arabica |
|  |                       |

|  | Naja (Uraeus) annulifera |
|  |                          |
|  | Naja (Uraeus) anchietae  |
|  |                          |

|  | Naja (Boulengerina) christyi |
|  |                              |
|  | Naja (Boulengerina) annulata |
|  |                              |

|  | Naja (Boulengerina) savannula |
|  |                               |
|  | Naja (Boulengerina) subfulva  |
|  |                               |

|  | Naja (Boulengerina) guineensis   |
|  |                                  |
|  | Naja (Boulengerina) peroescobari |
|  |                                  |
|  | Naja (Boulengerina) melanoleuca  |
|  |                                  |

|  | Naja (Boulengerina) savannula |
|  |                               |
|  | Naja (Boulengerina) subfulva  |
|  |                               |

|  | Naja (Boulengerina) guineensis   |
|  |                                  |
|  | Naja (Boulengerina) peroescobari |
|  |                                  |
|  | Naja (Boulengerina) melanoleuca  |
|  |                                  |

|  | Naja (Boulengerina) christyi |
|  |                              |
|  | Naja (Boulengerina) annulata |
|  |                              |

|  | Naja (Boulengerina) savannula |
|  |                               |
|  | Naja (Boulengerina) subfulva  |
|  |                               |

|  | Naja (Boulengerina) guineensis   |
|  |                                  |
|  | Naja (Boulengerina) peroescobari |
|  |                                  |
|  | Naja (Boulengerina) melanoleuca  |
|  |                                  |

|  | Naja (Boulengerina) savannula |
|  |                               |
|  | Naja (Boulengerina) subfulva  |
|  |                               |

|  | Naja (Boulengerina) guineensis   |
|  |                                  |
|  | Naja (Boulengerina) peroescobari |
|  |                                  |
|  | Naja (Boulengerina) melanoleuca  |
|  |                                  |

|  | Naja (Boulengerina) christyi |
|  |                              |
|  | Naja (Boulengerina) annulata |
|  |                              |

|  | Naja (Boulengerina) savannula |
|  |                               |
|  | Naja (Boulengerina) subfulva  |
|  |                               |

|  | Naja (Boulengerina) guineensis   |
|  |                                  |
|  | Naja (Boulengerina) peroescobari |
|  |                                  |
|  | Naja (Boulengerina) melanoleuca  |
|  |                                  |

|  | Naja (Boulengerina) savannula |
|  |                               |
|  | Naja (Boulengerina) subfulva  |
|  |                               |

|  | Naja (Boulengerina) guineensis   |
|  |                                  |
|  | Naja (Boulengerina) peroescobari |
|  |                                  |
|  | Naja (Boulengerina) melanoleuca  |
|  |                                  |

|  | Naja (Boulengerina) christyi |
|  |                              |
|  | Naja (Boulengerina) annulata |
|  |                              |

|  | Naja (Boulengerina) savannula |
|  |                               |
|  | Naja (Boulengerina) subfulva  |
|  |                               |

|  | Naja (Boulengerina) guineensis   |
|  |                                  |
|  | Naja (Boulengerina) peroescobari |
|  |                                  |
|  | Naja (Boulengerina) melanoleuca  |
|  |                                  |

|  | Naja (Boulengerina) savannula |
|  |                               |
|  | Naja (Boulengerina) subfulva  |
|  |                               |

|  | Naja (Boulengerina) guineensis   |
|  |                                  |
|  | Naja (Boulengerina) peroescobari |
|  |                                  |
|  | Naja (Boulengerina) melanoleuca  |
|  |                                  |

|  | Naja (Uraeus) haje    |
|  |                       |
|  | Naja (Uraeus) arabica |
|  |                       |

|  | Naja (Uraeus) annulifera |
|  |                          |
|  | Naja (Uraeus) anchietae  |
|  |                          |

|  | Naja (Uraeus) haje    |
|  |                       |
|  | Naja (Uraeus) arabica |
|  |                       |

|  | Naja (Uraeus) annulifera |
|  |                          |
|  | Naja (Uraeus) anchietae  |
|  |                          |

|  | Naja (Uraeus) haje    |
|  |                       |
|  | Naja (Uraeus) arabica |
|  |                       |

|  | Naja (Uraeus) annulifera |
|  |                          |
|  | Naja (Uraeus) anchietae  |
|  |                          |

|  | Naja (Uraeus) haje    |
|  |                       |
|  | Naja (Uraeus) arabica |
|  |                       |

|  | Naja (Uraeus) annulifera |
|  |                          |
|  | Naja (Uraeus) anchietae  |
|  |                          |

|  | Naja (Naja) kaouthia    |
|  |                         |
|  | Naja (Naja) atra        |
|  |                         |
|  | Naja (Naja) sagittifera |
|  |                         |
|  | Naja (Naja) oxiana      |
|  |                         |

|  | Naja (Naja) samarensis     |
|  |                            |
|  | Naja (Naja) philippinensis |
|  |                            |

|  | Naja (Naja) mandalayensis                                                       |
|  |                                                                                 |
|  | \| \| Naja (Naja) sumatrana \| \| \| \| \| \| Naja (Naja) siamensis \| \| \| \| |
|  |                                                                                 |
|  | Naja (Naja) sumatrana                                                           |
|  |                                                                                 |
|  | Naja (Naja) siamensis                                                           |
|  |                                                                                 |

|  | Naja (Naja) sumatrana |
|  |                       |
|  | Naja (Naja) siamensis |
|  |                       |

|  | Naja (Naja) samarensis     |
|  |                            |
|  | Naja (Naja) philippinensis |
|  |                            |

|  | Naja (Naja) mandalayensis                                                       |
|  |                                                                                 |
|  | \| \| Naja (Naja) sumatrana \| \| \| \| \| \| Naja (Naja) siamensis \| \| \| \| |
|  |                                                                                 |
|  | Naja (Naja) sumatrana                                                           |
|  |                                                                                 |
|  | Naja (Naja) siamensis                                                           |
|  |                                                                                 |

|  | Naja (Naja) sumatrana |
|  |                       |
|  | Naja (Naja) siamensis |
|  |                       |

|  | Naja (Naja) samarensis     |
|  |                            |
|  | Naja (Naja) philippinensis |
|  |                            |

|  | Naja (Naja) mandalayensis                                                       |
|  |                                                                                 |
|  | \| \| Naja (Naja) sumatrana \| \| \| \| \| \| Naja (Naja) siamensis \| \| \| \| |
|  |                                                                                 |
|  | Naja (Naja) sumatrana                                                           |
|  |                                                                                 |
|  | Naja (Naja) siamensis                                                           |
|  |                                                                                 |

|  | Naja (Naja) sumatrana |
|  |                       |
|  | Naja (Naja) siamensis |
|  |                       |

|  | Naja (Naja) samarensis     |
|  |                            |
|  | Naja (Naja) philippinensis |
|  |                            |

|  | Naja (Naja) mandalayensis                                                       |
|  |                                                                                 |
|  | \| \| Naja (Naja) sumatrana \| \| \| \| \| \| Naja (Naja) siamensis \| \| \| \| |
|  |                                                                                 |
|  | Naja (Naja) sumatrana                                                           |
|  |                                                                                 |
|  | Naja (Naja) siamensis                                                           |
|  |                                                                                 |

|  | Naja (Naja) sumatrana |
|  |                       |
|  | Naja (Naja) siamensis |
|  |                       |

|  | Naja (Naja) kaouthia    |
|  |                         |
|  | Naja (Naja) atra        |
|  |                         |
|  | Naja (Naja) sagittifera |
|  |                         |
|  | Naja (Naja) oxiana      |
|  |                         |

|  | Naja (Naja) samarensis     |
|  |                            |
|  | Naja (Naja) philippinensis |
|  |                            |

|  | Naja (Naja) mandalayensis                                                       |
|  |                                                                                 |
|  | \| \| Naja (Naja) sumatrana \| \| \| \| \| \| Naja (Naja) siamensis \| \| \| \| |
|  |                                                                                 |
|  | Naja (Naja) sumatrana                                                           |
|  |                                                                                 |
|  | Naja (Naja) siamensis                                                           |
|  |                                                                                 |

|  | Naja (Naja) sumatrana |
|  |                       |
|  | Naja (Naja) siamensis |
|  |                       |

|  | Naja (Naja) samarensis     |
|  |                            |
|  | Naja (Naja) philippinensis |
|  |                            |

|  | Naja (Naja) mandalayensis                                                       |
|  |                                                                                 |
|  | \| \| Naja (Naja) sumatrana \| \| \| \| \| \| Naja (Naja) siamensis \| \| \| \| |
|  |                                                                                 |
|  | Naja (Naja) sumatrana                                                           |
|  |                                                                                 |
|  | Naja (Naja) siamensis                                                           |
|  |                                                                                 |

|  | Naja (Naja) sumatrana |
|  |                       |
|  | Naja (Naja) siamensis |
|  |                       |

|  | Naja (Naja) samarensis     |
|  |                            |
|  | Naja (Naja) philippinensis |
|  |                            |

|  | Naja (Naja) mandalayensis                                                       |
|  |                                                                                 |
|  | \| \| Naja (Naja) sumatrana \| \| \| \| \| \| Naja (Naja) siamensis \| \| \| \| |
|  |                                                                                 |
|  | Naja (Naja) sumatrana                                                           |
|  |                                                                                 |
|  | Naja (Naja) siamensis                                                           |
|  |                                                                                 |

|  | Naja (Naja) sumatrana |
|  |                       |
|  | Naja (Naja) siamensis |
|  |                       |

|  | Naja (Naja) samarensis     |
|  |                            |
|  | Naja (Naja) philippinensis |
|  |                            |

|  | Naja (Naja) mandalayensis                                                       |
|  |                                                                                 |
|  | \| \| Naja (Naja) sumatrana \| \| \| \| \| \| Naja (Naja) siamensis \| \| \| \| |
|  |                                                                                 |
|  | Naja (Naja) sumatrana                                                           |
|  |                                                                                 |
|  | Naja (Naja) siamensis                                                           |
|  |                                                                                 |

|  | Naja (Naja) sumatrana |
|  |                       |
|  | Naja (Naja) siamensis |
|  |                       |

|  | Naja (Naja) kaouthia    |
|  |                         |
|  | Naja (Naja) atra        |
|  |                         |
|  | Naja (Naja) sagittifera |
|  |                         |
|  | Naja (Naja) oxiana      |
|  |                         |

|  | Naja (Naja) samarensis     |
|  |                            |
|  | Naja (Naja) philippinensis |
|  |                            |

|  | Naja (Naja) mandalayensis                                                       |
|  |                                                                                 |
|  | \| \| Naja (Naja) sumatrana \| \| \| \| \| \| Naja (Naja) siamensis \| \| \| \| |
|  |                                                                                 |
|  | Naja (Naja) sumatrana                                                           |
|  |                                                                                 |
|  | Naja (Naja) siamensis                                                           |
|  |                                                                                 |

|  | Naja (Naja) sumatrana |
|  |                       |
|  | Naja (Naja) siamensis |
|  |                       |

|  | Naja (Naja) samarensis     |
|  |                            |
|  | Naja (Naja) philippinensis |
|  |                            |

|  | Naja (Naja) mandalayensis                                                       |
|  |                                                                                 |
|  | \| \| Naja (Naja) sumatrana \| \| \| \| \| \| Naja (Naja) siamensis \| \| \| \| |
|  |                                                                                 |
|  | Naja (Naja) sumatrana                                                           |
|  |                                                                                 |
|  | Naja (Naja) siamensis                                                           |
|  |                                                                                 |

|  | Naja (Naja) sumatrana |
|  |                       |
|  | Naja (Naja) siamensis |
|  |                       |

|  | Naja (Naja) samarensis     |
|  |                            |
|  | Naja (Naja) philippinensis |
|  |                            |

|  | Naja (Naja) mandalayensis                                                       |
|  |                                                                                 |
|  | \| \| Naja (Naja) sumatrana \| \| \| \| \| \| Naja (Naja) siamensis \| \| \| \| |
|  |                                                                                 |
|  | Naja (Naja) sumatrana                                                           |
|  |                                                                                 |
|  | Naja (Naja) siamensis                                                           |
|  |                                                                                 |

|  | Naja (Naja) sumatrana |
|  |                       |
|  | Naja (Naja) siamensis |
|  |                       |

|  | Naja (Naja) samarensis     |
|  |                            |
|  | Naja (Naja) philippinensis |
|  |                            |

|  | Naja (Naja) mandalayensis                                                       |
|  |                                                                                 |
|  | \| \| Naja (Naja) sumatrana \| \| \| \| \| \| Naja (Naja) siamensis \| \| \| \| |
|  |                                                                                 |
|  | Naja (Naja) sumatrana                                                           |
|  |                                                                                 |
|  | Naja (Naja) siamensis                                                           |
|  |                                                                                 |

|  | Naja (Naja) sumatrana |
|  |                       |
|  | Naja (Naja) siamensis |
|  |                       |

|  | Naja (Naja) kaouthia    |
|  |                         |
|  | Naja (Naja) atra        |
|  |                         |
|  | Naja (Naja) sagittifera |
|  |                         |
|  | Naja (Naja) oxiana      |
|  |                         |

|  | Naja (Naja) samarensis     |
|  |                            |
|  | Naja (Naja) philippinensis |
|  |                            |

|  | Naja (Naja) mandalayensis                                                       |
|  |                                                                                 |
|  | \| \| Naja (Naja) sumatrana \| \| \| \| \| \| Naja (Naja) siamensis \| \| \| \| |
|  |                                                                                 |
|  | Naja (Naja) sumatrana                                                           |
|  |                                                                                 |
|  | Naja (Naja) siamensis                                                           |
|  |                                                                                 |

|  | Naja (Naja) sumatrana |
|  |                       |
|  | Naja (Naja) siamensis |
|  |                       |

|  | Naja (Naja) samarensis     |
|  |                            |
|  | Naja (Naja) philippinensis |
|  |                            |

|  | Naja (Naja) mandalayensis                                                       |
|  |                                                                                 |
|  | \| \| Naja (Naja) sumatrana \| \| \| \| \| \| Naja (Naja) siamensis \| \| \| \| |
|  |                                                                                 |
|  | Naja (Naja) sumatrana                                                           |
|  |                                                                                 |
|  | Naja (Naja) siamensis                                                           |
|  |                                                                                 |

|  | Naja (Naja) sumatrana |
|  |                       |
|  | Naja (Naja) siamensis |
|  |                       |

|  | Naja (Naja) samarensis     |
|  |                            |
|  | Naja (Naja) philippinensis |
|  |                            |

|  | Naja (Naja) mandalayensis                                                       |
|  |                                                                                 |
|  | \| \| Naja (Naja) sumatrana \| \| \| \| \| \| Naja (Naja) siamensis \| \| \| \| |
|  |                                                                                 |
|  | Naja (Naja) sumatrana                                                           |
|  |                                                                                 |
|  | Naja (Naja) siamensis                                                           |
|  |                                                                                 |

|  | Naja (Naja) sumatrana |
|  |                       |
|  | Naja (Naja) siamensis |
|  |                       |

|  | Naja (Naja) samarensis     |
|  |                            |
|  | Naja (Naja) philippinensis |
|  |                            |

|  | Naja (Naja) mandalayensis                                                       |
|  |                                                                                 |
|  | \| \| Naja (Naja) sumatrana \| \| \| \| \| \| Naja (Naja) siamensis \| \| \| \| |
|  |                                                                                 |
|  | Naja (Naja) sumatrana                                                           |
|  |                                                                                 |
|  | Naja (Naja) siamensis                                                           |
|  |                                                                                 |

|  | Naja (Naja) sumatrana |
|  |                       |
|  | Naja (Naja) siamensis |
|  |                       |

|  | Naja (Afronaja) pallida |
|  |                         |
|  | Naja (Afronaja) nubiae  |
|  |                         |

|  | Naja (Afronaja) ashei                                                                      |
|  |                                                                                            |
|  | \| \| Naja (Afronaja) mossambica \| \| \| \| \| \| Naja (Afronaja) nigricincta \| \| \| \| |
|  |                                                                                            |
|  | Naja (Afronaja) mossambica                                                                 |
|  |                                                                                            |
|  | Naja (Afronaja) nigricincta                                                                |
|  |                                                                                            |

|  | Naja (Afronaja) mossambica  |
|  |                             |
|  | Naja (Afronaja) nigricincta |
|  |                             |

|  | Naja (Afronaja) ashei                                                                      |
|  |                                                                                            |
|  | \| \| Naja (Afronaja) mossambica \| \| \| \| \| \| Naja (Afronaja) nigricincta \| \| \| \| |
|  |                                                                                            |
|  | Naja (Afronaja) mossambica                                                                 |
|  |                                                                                            |
|  | Naja (Afronaja) nigricincta                                                                |
|  |                                                                                            |

|  | Naja (Afronaja) mossambica  |
|  |                             |
|  | Naja (Afronaja) nigricincta |
|  |                             |

|  | Naja (Afronaja) ashei                                                                      |
|  |                                                                                            |
|  | \| \| Naja (Afronaja) mossambica \| \| \| \| \| \| Naja (Afronaja) nigricincta \| \| \| \| |
|  |                                                                                            |
|  | Naja (Afronaja) mossambica                                                                 |
|  |                                                                                            |
|  | Naja (Afronaja) nigricincta                                                                |
|  |                                                                                            |

|  | Naja (Afronaja) mossambica  |
|  |                             |
|  | Naja (Afronaja) nigricincta |
|  |                             |

|  | Naja (Afronaja) ashei                                                                      |
|  |                                                                                            |
|  | \| \| Naja (Afronaja) mossambica \| \| \| \| \| \| Naja (Afronaja) nigricincta \| \| \| \| |
|  |                                                                                            |
|  | Naja (Afronaja) mossambica                                                                 |
|  |                                                                                            |
|  | Naja (Afronaja) nigricincta                                                                |
|  |                                                                                            |

|  | Naja (Afronaja) mossambica  |
|  |                             |
|  | Naja (Afronaja) nigricincta |
|  |                             |

|  | Naja (Afronaja) pallida |
|  |                         |
|  | Naja (Afronaja) nubiae  |
|  |                         |

|  | Naja (Afronaja) ashei                                                                      |
|  |                                                                                            |
|  | \| \| Naja (Afronaja) mossambica \| \| \| \| \| \| Naja (Afronaja) nigricincta \| \| \| \| |
|  |                                                                                            |
|  | Naja (Afronaja) mossambica                                                                 |
|  |                                                                                            |
|  | Naja (Afronaja) nigricincta                                                                |
|  |                                                                                            |

|  | Naja (Afronaja) mossambica  |
|  |                             |
|  | Naja (Afronaja) nigricincta |
|  |                             |

|  | Naja (Afronaja) ashei                                                                      |
|  |                                                                                            |
|  | \| \| Naja (Afronaja) mossambica \| \| \| \| \| \| Naja (Afronaja) nigricincta \| \| \| \| |
|  |                                                                                            |
|  | Naja (Afronaja) mossambica                                                                 |
|  |                                                                                            |
|  | Naja (Afronaja) nigricincta                                                                |
|  |                                                                                            |

|  | Naja (Afronaja) mossambica  |
|  |                             |
|  | Naja (Afronaja) nigricincta |
|  |                             |

|  | Naja (Afronaja) ashei                                                                      |
|  |                                                                                            |
|  | \| \| Naja (Afronaja) mossambica \| \| \| \| \| \| Naja (Afronaja) nigricincta \| \| \| \| |
|  |                                                                                            |
|  | Naja (Afronaja) mossambica                                                                 |
|  |                                                                                            |
|  | Naja (Afronaja) nigricincta                                                                |
|  |                                                                                            |

|  | Naja (Afronaja) mossambica  |
|  |                             |
|  | Naja (Afronaja) nigricincta |
|  |                             |

|  | Naja (Afronaja) ashei                                                                      |
|  |                                                                                            |
|  | \| \| Naja (Afronaja) mossambica \| \| \| \| \| \| Naja (Afronaja) nigricincta \| \| \| \| |
|  |                                                                                            |
|  | Naja (Afronaja) mossambica                                                                 |
|  |                                                                                            |
|  | Naja (Afronaja) nigricincta                                                                |
|  |                                                                                            |

|  | Naja (Afronaja) mossambica  |
|  |                             |
|  | Naja (Afronaja) nigricincta |
|  |                             |

|  | Naja (Boulengerina) christyi |
|  |                              |
|  | Naja (Boulengerina) annulata |
|  |                              |

|  | Naja (Boulengerina) savannula |
|  |                               |
|  | Naja (Boulengerina) subfulva  |
|  |                               |

|  | Naja (Boulengerina) guineensis   |
|  |                                  |
|  | Naja (Boulengerina) peroescobari |
|  |                                  |
|  | Naja (Boulengerina) melanoleuca  |
|  |                                  |

|  | Naja (Boulengerina) savannula |
|  |                               |
|  | Naja (Boulengerina) subfulva  |
|  |                               |

|  | Naja (Boulengerina) guineensis   |
|  |                                  |
|  | Naja (Boulengerina) peroescobari |
|  |                                  |
|  | Naja (Boulengerina) melanoleuca  |
|  |                                  |

|  | Naja (Boulengerina) christyi |
|  |                              |
|  | Naja (Boulengerina) annulata |
|  |                              |

|  | Naja (Boulengerina) savannula |
|  |                               |
|  | Naja (Boulengerina) subfulva  |
|  |                               |

|  | Naja (Boulengerina) guineensis   |
|  |                                  |
|  | Naja (Boulengerina) peroescobari |
|  |                                  |
|  | Naja (Boulengerina) melanoleuca  |
|  |                                  |

|  | Naja (Boulengerina) savannula |
|  |                               |
|  | Naja (Boulengerina) subfulva  |
|  |                               |

|  | Naja (Boulengerina) guineensis   |
|  |                                  |
|  | Naja (Boulengerina) peroescobari |
|  |                                  |
|  | Naja (Boulengerina) melanoleuca  |
|  |                                  |

|  | Naja (Boulengerina) christyi |
|  |                              |
|  | Naja (Boulengerina) annulata |
|  |                              |

|  | Naja (Boulengerina) savannula |
|  |                               |
|  | Naja (Boulengerina) subfulva  |
|  |                               |

|  | Naja (Boulengerina) guineensis   |
|  |                                  |
|  | Naja (Boulengerina) peroescobari |
|  |                                  |
|  | Naja (Boulengerina) melanoleuca  |
|  |                                  |

|  | Naja (Boulengerina) savannula |
|  |                               |
|  | Naja (Boulengerina) subfulva  |
|  |                               |

|  | Naja (Boulengerina) guineensis   |
|  |                                  |
|  | Naja (Boulengerina) peroescobari |
|  |                                  |
|  | Naja (Boulengerina) melanoleuca  |
|  |                                  |

|  | Naja (Boulengerina) christyi |
|  |                              |
|  | Naja (Boulengerina) annulata |
|  |                              |

|  | Naja (Boulengerina) savannula |
|  |                               |
|  | Naja (Boulengerina) subfulva  |
|  |                               |

|  | Naja (Boulengerina) guineensis   |
|  |                                  |
|  | Naja (Boulengerina) peroescobari |
|  |                                  |
|  | Naja (Boulengerina) melanoleuca  |
|  |                                  |

|  | Naja (Boulengerina) savannula |
|  |                               |
|  | Naja (Boulengerina) subfulva  |
|  |                               |

|  | Naja (Boulengerina) guineensis   |
|  |                                  |
|  | Naja (Boulengerina) peroescobari |
|  |                                  |
|  | Naja (Boulengerina) melanoleuca  |
|  |                                  |

|  | Naja (Uraeus) haje    |
|  |                       |
|  | Naja (Uraeus) arabica |
|  |                       |

|  | Naja (Uraeus) annulifera |
|  |                          |
|  | Naja (Uraeus) anchietae  |
|  |                          |

|  | Naja (Uraeus) haje    |
|  |                       |
|  | Naja (Uraeus) arabica |
|  |                       |

|  | Naja (Uraeus) annulifera |
|  |                          |
|  | Naja (Uraeus) anchietae  |
|  |                          |

|  | Naja (Uraeus) haje    |
|  |                       |
|  | Naja (Uraeus) arabica |
|  |                       |

|  | Naja (Uraeus) annulifera |
|  |                          |
|  | Naja (Uraeus) anchietae  |
|  |                          |

|  | Naja (Uraeus) haje    |
|  |                       |
|  | Naja (Uraeus) arabica |
|  |                       |

|  | Naja (Uraeus) annulifera |
|  |                          |
|  | Naja (Uraeus) anchietae  |
|  |                          |

|  | Naja (Boulengerina) christyi |
|  |                              |
|  | Naja (Boulengerina) annulata |
|  |                              |

|  | Naja (Boulengerina) savannula |
|  |                               |
|  | Naja (Boulengerina) subfulva  |
|  |                               |

|  | Naja (Boulengerina) guineensis   |
|  |                                  |
|  | Naja (Boulengerina) peroescobari |
|  |                                  |
|  | Naja (Boulengerina) melanoleuca  |
|  |                                  |

|  | Naja (Boulengerina) savannula |
|  |                               |
|  | Naja (Boulengerina) subfulva  |
|  |                               |

|  | Naja (Boulengerina) guineensis   |
|  |                                  |
|  | Naja (Boulengerina) peroescobari |
|  |                                  |
|  | Naja (Boulengerina) melanoleuca  |
|  |                                  |

|  | Naja (Boulengerina) christyi |
|  |                              |
|  | Naja (Boulengerina) annulata |
|  |                              |

|  | Naja (Boulengerina) savannula |
|  |                               |
|  | Naja (Boulengerina) subfulva  |
|  |                               |

|  | Naja (Boulengerina) guineensis   |
|  |                                  |
|  | Naja (Boulengerina) peroescobari |
|  |                                  |
|  | Naja (Boulengerina) melanoleuca  |
|  |                                  |

|  | Naja (Boulengerina) savannula |
|  |                               |
|  | Naja (Boulengerina) subfulva  |
|  |                               |

|  | Naja (Boulengerina) guineensis   |
|  |                                  |
|  | Naja (Boulengerina) peroescobari |
|  |                                  |
|  | Naja (Boulengerina) melanoleuca  |
|  |                                  |

|  | Naja (Boulengerina) christyi |
|  |                              |
|  | Naja (Boulengerina) annulata |
|  |                              |

|  | Naja (Boulengerina) savannula |
|  |                               |
|  | Naja (Boulengerina) subfulva  |
|  |                               |

|  | Naja (Boulengerina) guineensis   |
|  |                                  |
|  | Naja (Boulengerina) peroescobari |
|  |                                  |
|  | Naja (Boulengerina) melanoleuca  |
|  |                                  |

|  | Naja (Boulengerina) savannula |
|  |                               |
|  | Naja (Boulengerina) subfulva  |
|  |                               |

|  | Naja (Boulengerina) guineensis   |
|  |                                  |
|  | Naja (Boulengerina) peroescobari |
|  |                                  |
|  | Naja (Boulengerina) melanoleuca  |
|  |                                  |

|  | Naja (Boulengerina) christyi |
|  |                              |
|  | Naja (Boulengerina) annulata |
|  |                              |

|  | Naja (Boulengerina) savannula |
|  |                               |
|  | Naja (Boulengerina) subfulva  |
|  |                               |

|  | Naja (Boulengerina) guineensis   |
|  |                                  |
|  | Naja (Boulengerina) peroescobari |
|  |                                  |
|  | Naja (Boulengerina) melanoleuca  |
|  |                                  |

|  | Naja (Boulengerina) savannula |
|  |                               |
|  | Naja (Boulengerina) subfulva  |
|  |                               |

|  | Naja (Boulengerina) guineensis   |
|  |                                  |
|  | Naja (Boulengerina) peroescobari |
|  |                                  |
|  | Naja (Boulengerina) melanoleuca  |
|  |                                  |

|  | Naja (Uraeus) haje    |
|  |                       |
|  | Naja (Uraeus) arabica |
|  |                       |

|  | Naja (Uraeus) annulifera |
|  |                          |
|  | Naja (Uraeus) anchietae  |
|  |                          |

|  | Naja (Uraeus) haje    |
|  |                       |
|  | Naja (Uraeus) arabica |
|  |                       |

|  | Naja (Uraeus) annulifera |
|  |                          |
|  | Naja (Uraeus) anchietae  |
|  |                          |

|  | Naja (Uraeus) haje    |
|  |                       |
|  | Naja (Uraeus) arabica |
|  |                       |

|  | Naja (Uraeus) annulifera |
|  |                          |
|  | Naja (Uraeus) anchietae  |
|  |                          |

|  | Naja (Uraeus) haje    |
|  |                       |
|  | Naja (Uraeus) arabica |
|  |                       |

|  | Naja (Uraeus) annulifera |
|  |                          |
|  | Naja (Uraeus) anchietae  |
|  |                          |

|  | Naja (Afronaja) pallida |
|  |                         |
|  | Naja (Afronaja) nubiae  |
|  |                         |

|  | Naja (Afronaja) ashei                                                                      |
|  |                                                                                            |
|  | \| \| Naja (Afronaja) mossambica \| \| \| \| \| \| Naja (Afronaja) nigricincta \| \| \| \| |
|  |                                                                                            |
|  | Naja (Afronaja) mossambica                                                                 |
|  |                                                                                            |
|  | Naja (Afronaja) nigricincta                                                                |
|  |                                                                                            |

|  | Naja (Afronaja) mossambica  |
|  |                             |
|  | Naja (Afronaja) nigricincta |
|  |                             |

|  | Naja (Afronaja) ashei                                                                      |
|  |                                                                                            |
|  | \| \| Naja (Afronaja) mossambica \| \| \| \| \| \| Naja (Afronaja) nigricincta \| \| \| \| |
|  |                                                                                            |
|  | Naja (Afronaja) mossambica                                                                 |
|  |                                                                                            |
|  | Naja (Afronaja) nigricincta                                                                |
|  |                                                                                            |

|  | Naja (Afronaja) mossambica  |
|  |                             |
|  | Naja (Afronaja) nigricincta |
|  |                             |

|  | Naja (Afronaja) ashei                                                                      |
|  |                                                                                            |
|  | \| \| Naja (Afronaja) mossambica \| \| \| \| \| \| Naja (Afronaja) nigricincta \| \| \| \| |
|  |                                                                                            |
|  | Naja (Afronaja) mossambica                                                                 |
|  |                                                                                            |
|  | Naja (Afronaja) nigricincta                                                                |
|  |                                                                                            |

|  | Naja (Afronaja) mossambica  |
|  |                             |
|  | Naja (Afronaja) nigricincta |
|  |                             |

|  | Naja (Afronaja) ashei                                                                      |
|  |                                                                                            |
|  | \| \| Naja (Afronaja) mossambica \| \| \| \| \| \| Naja (Afronaja) nigricincta \| \| \| \| |
|  |                                                                                            |
|  | Naja (Afronaja) mossambica                                                                 |
|  |                                                                                            |
|  | Naja (Afronaja) nigricincta                                                                |
|  |                                                                                            |

|  | Naja (Afronaja) mossambica  |
|  |                             |
|  | Naja (Afronaja) nigricincta |
|  |                             |

|  | Naja (Afronaja) pallida |
|  |                         |
|  | Naja (Afronaja) nubiae  |
|  |                         |

|  | Naja (Afronaja) ashei                                                                      |
|  |                                                                                            |
|  | \| \| Naja (Afronaja) mossambica \| \| \| \| \| \| Naja (Afronaja) nigricincta \| \| \| \| |
|  |                                                                                            |
|  | Naja (Afronaja) mossambica                                                                 |
|  |                                                                                            |
|  | Naja (Afronaja) nigricincta                                                                |
|  |                                                                                            |

|  | Naja (Afronaja) mossambica  |
|  |                             |
|  | Naja (Afronaja) nigricincta |
|  |                             |

|  | Naja (Afronaja) ashei                                                                      |
|  |                                                                                            |
|  | \| \| Naja (Afronaja) mossambica \| \| \| \| \| \| Naja (Afronaja) nigricincta \| \| \| \| |
|  |                                                                                            |
|  | Naja (Afronaja) mossambica                                                                 |
|  |                                                                                            |
|  | Naja (Afronaja) nigricincta                                                                |
|  |                                                                                            |

|  | Naja (Afronaja) mossambica  |
|  |                             |
|  | Naja (Afronaja) nigricincta |
|  |                             |

|  | Naja (Afronaja) ashei                                                                      |
|  |                                                                                            |
|  | \| \| Naja (Afronaja) mossambica \| \| \| \| \| \| Naja (Afronaja) nigricincta \| \| \| \| |
|  |                                                                                            |
|  | Naja (Afronaja) mossambica                                                                 |
|  |                                                                                            |
|  | Naja (Afronaja) nigricincta                                                                |
|  |                                                                                            |

|  | Naja (Afronaja) mossambica  |
|  |                             |
|  | Naja (Afronaja) nigricincta |
|  |                             |

|  | Naja (Afronaja) ashei                                                                      |
|  |                                                                                            |
|  | \| \| Naja (Afronaja) mossambica \| \| \| \| \| \| Naja (Afronaja) nigricincta \| \| \| \| |
|  |                                                                                            |
|  | Naja (Afronaja) mossambica                                                                 |
|  |                                                                                            |
|  | Naja (Afronaja) nigricincta                                                                |
|  |                                                                                            |

|  | Naja (Afronaja) mossambica  |
|  |                             |
|  | Naja (Afronaja) nigricincta |
|  |                             |

|  | Naja (Boulengerina) christyi |
|  |                              |
|  | Naja (Boulengerina) annulata |
|  |                              |

|  | Naja (Boulengerina) savannula |
|  |                               |
|  | Naja (Boulengerina) subfulva  |
|  |                               |

|  | Naja (Boulengerina) guineensis   |
|  |                                  |
|  | Naja (Boulengerina) peroescobari |
|  |                                  |
|  | Naja (Boulengerina) melanoleuca  |
|  |                                  |

|  | Naja (Boulengerina) savannula |
|  |                               |
|  | Naja (Boulengerina) subfulva  |
|  |                               |

|  | Naja (Boulengerina) guineensis   |
|  |                                  |
|  | Naja (Boulengerina) peroescobari |
|  |                                  |
|  | Naja (Boulengerina) melanoleuca  |
|  |                                  |

|  | Naja (Boulengerina) christyi |
|  |                              |
|  | Naja (Boulengerina) annulata |
|  |                              |

|  | Naja (Boulengerina) savannula |
|  |                               |
|  | Naja (Boulengerina) subfulva  |
|  |                               |

|  | Naja (Boulengerina) guineensis   |
|  |                                  |
|  | Naja (Boulengerina) peroescobari |
|  |                                  |
|  | Naja (Boulengerina) melanoleuca  |
|  |                                  |

|  | Naja (Boulengerina) savannula |
|  |                               |
|  | Naja (Boulengerina) subfulva  |
|  |                               |

|  | Naja (Boulengerina) guineensis   |
|  |                                  |
|  | Naja (Boulengerina) peroescobari |
|  |                                  |
|  | Naja (Boulengerina) melanoleuca  |
|  |                                  |

|  | Naja (Boulengerina) christyi |
|  |                              |
|  | Naja (Boulengerina) annulata |
|  |                              |

|  | Naja (Boulengerina) savannula |
|  |                               |
|  | Naja (Boulengerina) subfulva  |
|  |                               |

|  | Naja (Boulengerina) guineensis   |
|  |                                  |
|  | Naja (Boulengerina) peroescobari |
|  |                                  |
|  | Naja (Boulengerina) melanoleuca  |
|  |                                  |

|  | Naja (Boulengerina) savannula |
|  |                               |
|  | Naja (Boulengerina) subfulva  |
|  |                               |

|  | Naja (Boulengerina) guineensis   |
|  |                                  |
|  | Naja (Boulengerina) peroescobari |
|  |                                  |
|  | Naja (Boulengerina) melanoleuca  |
|  |                                  |

|  | Naja (Boulengerina) christyi |
|  |                              |
|  | Naja (Boulengerina) annulata |
|  |                              |

|  | Naja (Boulengerina) savannula |
|  |                               |
|  | Naja (Boulengerina) subfulva  |
|  |                               |

|  | Naja (Boulengerina) guineensis   |
|  |                                  |
|  | Naja (Boulengerina) peroescobari |
|  |                                  |
|  | Naja (Boulengerina) melanoleuca  |
|  |                                  |

|  | Naja (Boulengerina) savannula |
|  |                               |
|  | Naja (Boulengerina) subfulva  |
|  |                               |

|  | Naja (Boulengerina) guineensis   |
|  |                                  |
|  | Naja (Boulengerina) peroescobari |
|  |                                  |
|  | Naja (Boulengerina) melanoleuca  |
|  |                                  |

|  | Naja (Uraeus) haje    |
|  |                       |
|  | Naja (Uraeus) arabica |
|  |                       |

|  | Naja (Uraeus) annulifera |
|  |                          |
|  | Naja (Uraeus) anchietae  |
|  |                          |

|  | Naja (Uraeus) haje    |
|  |                       |
|  | Naja (Uraeus) arabica |
|  |                       |

|  | Naja (Uraeus) annulifera |
|  |                          |
|  | Naja (Uraeus) anchietae  |
|  |                          |

|  | Naja (Uraeus) haje    |
|  |                       |
|  | Naja (Uraeus) arabica |
|  |                       |

|  | Naja (Uraeus) annulifera |
|  |                          |
|  | Naja (Uraeus) anchietae  |
|  |                          |

|  | Naja (Uraeus) haje    |
|  |                       |
|  | Naja (Uraeus) arabica |
|  |                       |

|  | Naja (Uraeus) annulifera |
|  |                          |
|  | Naja (Uraeus) anchietae  |
|  |                          |

|  | Naja (Boulengerina) christyi |
|  |                              |
|  | Naja (Boulengerina) annulata |
|  |                              |

|  | Naja (Boulengerina) savannula |
|  |                               |
|  | Naja (Boulengerina) subfulva  |
|  |                               |

|  | Naja (Boulengerina) guineensis   |
|  |                                  |
|  | Naja (Boulengerina) peroescobari |
|  |                                  |
|  | Naja (Boulengerina) melanoleuca  |
|  |                                  |

|  | Naja (Boulengerina) savannula |
|  |                               |
|  | Naja (Boulengerina) subfulva  |
|  |                               |

|  | Naja (Boulengerina) guineensis   |
|  |                                  |
|  | Naja (Boulengerina) peroescobari |
|  |                                  |
|  | Naja (Boulengerina) melanoleuca  |
|  |                                  |

|  | Naja (Boulengerina) christyi |
|  |                              |
|  | Naja (Boulengerina) annulata |
|  |                              |

|  | Naja (Boulengerina) savannula |
|  |                               |
|  | Naja (Boulengerina) subfulva  |
|  |                               |

|  | Naja (Boulengerina) guineensis   |
|  |                                  |
|  | Naja (Boulengerina) peroescobari |
|  |                                  |
|  | Naja (Boulengerina) melanoleuca  |
|  |                                  |

|  | Naja (Boulengerina) savannula |
|  |                               |
|  | Naja (Boulengerina) subfulva  |
|  |                               |

|  | Naja (Boulengerina) guineensis   |
|  |                                  |
|  | Naja (Boulengerina) peroescobari |
|  |                                  |
|  | Naja (Boulengerina) melanoleuca  |
|  |                                  |

|  | Naja (Boulengerina) christyi |
|  |                              |
|  | Naja (Boulengerina) annulata |
|  |                              |

|  | Naja (Boulengerina) savannula |
|  |                               |
|  | Naja (Boulengerina) subfulva  |
|  |                               |

|  | Naja (Boulengerina) guineensis   |
|  |                                  |
|  | Naja (Boulengerina) peroescobari |
|  |                                  |
|  | Naja (Boulengerina) melanoleuca  |
|  |                                  |

|  | Naja (Boulengerina) savannula |
|  |                               |
|  | Naja (Boulengerina) subfulva  |
|  |                               |

|  | Naja (Boulengerina) guineensis   |
|  |                                  |
|  | Naja (Boulengerina) peroescobari |
|  |                                  |
|  | Naja (Boulengerina) melanoleuca  |
|  |                                  |

|  | Naja (Boulengerina) christyi |
|  |                              |
|  | Naja (Boulengerina) annulata |
|  |                              |

|  | Naja (Boulengerina) savannula |
|  |                               |
|  | Naja (Boulengerina) subfulva  |
|  |                               |

|  | Naja (Boulengerina) guineensis   |
|  |                                  |
|  | Naja (Boulengerina) peroescobari |
|  |                                  |
|  | Naja (Boulengerina) melanoleuca  |
|  |                                  |

|  | Naja (Boulengerina) savannula |
|  |                               |
|  | Naja (Boulengerina) subfulva  |
|  |                               |

|  | Naja (Boulengerina) guineensis   |
|  |                                  |
|  | Naja (Boulengerina) peroescobari |
|  |                                  |
|  | Naja (Boulengerina) melanoleuca  |
|  |                                  |

|  | Naja (Uraeus) haje    |
|  |                       |
|  | Naja (Uraeus) arabica |
|  |                       |

|  | Naja (Uraeus) annulifera |
|  |                          |
|  | Naja (Uraeus) anchietae  |
|  |                          |

|  | Naja (Uraeus) haje    |
|  |                       |
|  | Naja (Uraeus) arabica |
|  |                       |

|  | Naja (Uraeus) annulifera |
|  |                          |
|  | Naja (Uraeus) anchietae  |
|  |                          |

|  | Naja (Uraeus) haje    |
|  |                       |
|  | Naja (Uraeus) arabica |
|  |                       |

|  | Naja (Uraeus) annulifera |
|  |                          |
|  | Naja (Uraeus) anchietae  |
|  |                          |

|  | Naja (Uraeus) haje    |
|  |                       |
|  | Naja (Uraeus) arabica |
|  |                       |

|  | Naja (Uraeus) annulifera |
|  |                          |
|  | Naja (Uraeus) anchietae  |
|  |                          |

 El gènere conté diversos complexos d'espècies estretament relacionades i d'aspecte similar, algunes d'elles només descrites o definides recentment. Diversos estudis taxonòmics recents han revelat espècies que no s’inclouen a la llista actual al ITIS:
- Naja anchietae (Bocage, 1879), la cobra d'Anchieta, és considerada com una subespècie de N. haje per Mertens (1937) i de N. annulifera per Broadley (1995). És considerada com una espècie completa per Broadley i Wüster (2004).[34][35]
- Naja arabica (Scortecci, 1932), la cobra àrab, ha estat considerada durant molt de temps una subespècie de N. haje, però recentment es va elevar a l'estatus d'espècie.[36]
- Naja ashei (Broadley i Wüster, 2007), la cobra escupidora d'Ashe, és una espècie recentment descrita que es troba a l'Àfrica i també una serp molt agressiva. Pot escopir una gran quantitat de verí.[37][38]
- Naja nigricincta (Bogert, 1940), es va considerar durant molt de temps com una subespècie de N. nigricollis, però recentment es va trobar que era una espècie plena (amb N. n. Woodi com a subespècie).[39][40]
- Naja senegalensis (Trape et al., 2009), és una nova espècie que engloba el que abans es considerava la població de sabana de l'Àfrica occidental de N. haje.[36]
- Naja peroescobari (Ceríaco et al, 2017)). Es va considerar una nova espècie que abasta el que anteriorment es considerava la població de São Tomé de N. melanoleuca.[41]
- Naja guineensis (Broadley et al., 2018), és una nova espècie que engloba el que anteriorment es considerava la població forestal africana occidental de N. melanoleuca.[8]
- Naja savannula (Broadley et al., 2018), és una nova espècie que engloba el que abans es considerava la població de sabana africana occidental de N. melanoleuca.[8]
- Naja subfulva (Laurent, 1955), considerada anteriorment com a subespècie de N. melanoleuca, va ser reconeguda recentment com una espècie completa.[8]

Dos recents estudis filogenètics moleculars també han donat suport a la incorporació d’espècies assignades anteriorment als gèneres Boulengerina i Paranaja a Naja, ja que tots dos estan estretament relacionats amb la cobra de bosc (Naja melanoleuca). En l'estudi filogenètic més complet fins a la data, es van identificar inicialment 5 noves espècies suposades, de les quals 3 han estat nomenades des de llavors.
El controvertit herpetòleg aficionat Raymond Hoser va proposar el gènere Spracklandus per a les cobres escopidores africanes. Wallach et al. va suggerir que aquest nom no es publiqués d'acord amb el Codi Internacional de Nomenclatura Zoològica i va suggerir el reconeixement de quatre subgèneres dins de Naja : Naja per a les cobres asiàtiques, Boulengerina per les cobres dels boscos africans, aigües i les cobres excavadores, Uraeus per al grup cobra egipcia i del Cap i Afronaja per a les cobres escopidores africanes. La Comissió Internacional de Nomenclatura Zoològica emetre un article d'opinió pel qual "no troba cap base segons les disposicions del Codi per considerar que el nom Spracklandus no estigui disponible".
Es creu que les cobres asiàtiques es divideixen en dos grups de cobres del sud-est asiàtic (N. siamensis, N. sumatrana, N. philippinensis, N. samarensis, N. sputatrix i N. mandalayensis) i cobres d’Àsia occidental i nord (N. oxiana, N. kaouthia, N. sagittifera i N. atra) amb Naja naja que serveix de llinatge basal a totes les espècies.

### Espècies
| Imatge                             | Espècie                        | Authoritat                                    | Subesp.* | Nom comú                                                               | Àmbit geogràfic |
| ---------------------------------- | ------------------------------ | --------------------------------------------- | -------- | ---------------------------------------------------------------------- | --- |
|                                    | N. anchietae                   | Bocage, 1879                                  | 0        | Cobra d'Angola                                                         | Angola, Botswana, Namibia, Zambia, eastern Zimbabwe |
|                                    | N. annulata                    | (Buchholz and Peters, 1876)                   | 1        | Cobra d'aigua bandada o Cobra d'aigua anellada                         | Camerun, República Centreafricana, República Democràtica del Congo (Zaire), República del Congo, Guinea Equatorial, Gabon, Ruanda i la província de Cabinda a Angola |
|                                    | N. annulifera                  | Peters, 1854                                  | 0        | Cobra anellada                                                         | Botswana, Malawi, Moçambic, Sud-àfrica, Swazilàndia, Zàmbia, Zimbabwe |
|                                    | †N. antiqua                    | Rage, 1976                                    | 0        | Cobra del Marroc                                                       | Estrats del Miocè al Marroc |
|                                    | N. arabica                     | Scortecci, 1932                               | 0        | Cobra aràbiga                                                          | Oman, Aràbia Saudita, Iemen |
|                                    | N. ashei                       | Wüster and Broadley, 2007                     | 0        | Cobra escupidora d'Ashe                                                | sud d’Etiòpia, Kenya, Somàlia, oriental d’Uganda |
|                                    | N. atra                        | Cantor, 1842                                  | 0        | Cobra de la Xina o Cobra de Taiwan                                     | sud de la Xina, nord de Laos, Taiwan, nord del Vietnam |
|                                    | N. christyi                    | (Boulenger, 1904)                             | 0        | Cobra d'aigua del Congo                                                | la República Democràtica del Congo (Zaire), la República del Congo i la província de Cabinda a Angola |
|                                    | N. guineensis                  | Broadley, Trape, Chirio, Ineich &Wüster, 2018 | 0        | Cobra negra del bosc                                                   | Ghana, Guinea, Guinea-Bissau, Costa d’Ivori, Libèria, Sierra Leone, Togo |
|                                    | N. haje                        | Linnaeus, 1758                                | 0        | Cobra egípcia                                                          | Tanzània, Kenya, Somàlia, Etiòpia, Uganda, Sudan del Sud, Sudan, Camerun, Nigèria, Níger, Burkina Faso, Mali, Senegal, Mauritània, Marroc, Algèria, Tunísia, Líbia i Egipte |
|                                    | †N. iberica                    | Szyndlar, 1985                                |          | Cobra espanyola                                                        | Estrats del Miocè a la Península Ibèrica |
|                                    | N. kaouthia                    | Lesson, 1831                                  | 0        | Cobra escopidora de l'India o Cobra de monocle                         | Bangladesh, Bhutan, Birmània, Cambodja, sud de la Xina, oriental de l'Índia, Laos, nord-oest de Malàisia, Nepal, Tailàndia, sud-est del Tibet, Vietnam |
|                                    | N. katiensis                   | Angel, 1922                                   | 0        | Cobra de Mali o Cobra de Kati                                          | Benín, Burkina Faso, Camerun, Ghana, Guinea, Costa d'Ivori, Mali, Gàmbia, Mauritània, Níger, Nigèria, Senegal, Togo |
|                                    | N. mandalayensis               | Slowinski i Wüster, 2000                      | 0        | Cobra escopidora birmana o Cobra escopidora Mandalay                   | Myanmar (Birmània) |
|                                    | N. melanoleuca                 | Hallowell, 1857                               | 0        | Cobra de bosc o Cobra blanquinegra                                     | Angola, Benín, Camerun, República Centreafricana, República del Congo, República Democràtica del Congo (Zaire), Guinea Equatorial, Gabon, Nigèria |
|                                    | Naja mossambica\|N. mossambica | Peters, 1854                                  | 0        | Cobra escopidora de Moçambic o Cobra de Moçambic                       | extrem sud-est d’Angola, Botswana, Malawi, Moçambic, Somàlia, nord-est de Namíbia, Sud-àfrica, Swazilàndia, Tanzània (inclosa l’illa de Pemba), Zàmbia, Zimbabwe |
|                                    | N. multifasciata'              | Werner, 1902                                  | 0        | Cobra multibanda                                                       | Camerun, Congo, República Democràtica del Congo (Zaire), Gabon |
|                                    | N. naja                        | (Linnaeus, 1758)                              | 0        | Cobra d'ulleres o Cobra India                                          | Bangladesh, Bhutan, Índia, Nepal, Pakistan, Sri Lanka |
| Naja nana, Congo dwarf water cobra | N. nana                        | Collet & Trape, 2020                          | 0        | Cobra d'aigua nana                                                     | República Democràtica del Congo |
|                                    | N. nigricincta                 | Bogert, 1940                                  | 1        | Cobra escopidora ratllada occidental                                   | Angola, Namíbia, Sud-àfrica |
|                                    | N. nigricollis                 | Reinhardt, 1843                               | 0        | Cobra escopidora de coll negre                                         | Angola, Benín, Burkina Faso, Burundi, Camerun, República Centreafricana, Txad, República Democràtica del Congo (Zaire) (excepte a la regió central), Congo, Etiòpia, Gabon, Gàmbia, Ghana, Guinea-Bissau, Guinea, Costa d’Ivori, Kenya, Libèria, Mali, Mauritània, Namíbia, Níger, Nigèria, Ruanda, Senegal, Sierra Leone, Sudan, Tanzània, Somàlia, Togo, Uganda, Zàmbia |
|                                    | N. nivea                       | (Linnaeus, 1758)                              | 0        | Cobra del Cap                                                          | Botswana, Lesotho, Namíbia, Sud-àfrica |
|                                    | N. nubiae                      | Wüster & Broadley, 2003                       | 0        | Cobra escopidora de Nubia                                              | Txad, Egipte, Eritrea, Níger, Sudan |
|                                    | N. oxiana                      | (Eichwald, 1831)                              | 0        | Cobra de l'Àsia central                                                | Afganistan, nord-oest de l’Índia, Iran, Kirguizstan, Pakistan, Tadjikistan, Turkmenistan, Uzbekistan |
|                                    | N. pallida                     | Boulenger, 1896                               | 0        | Cobra escopidora vermella                                              | Djibouti, Etiòpia, Kenya, Somàlia, Tanzània |
|                                    | N. peroescobari                | Ceríaco, Marques, Schmitz & Bauer, 2017       | 0        | Cobra de bosc de Sao Tomé                                              | São Tomé i Príncipe (São Tomé) |
|                                    | N. philippinensis              | Taylor, 1922                                  | 0        | Cobra filipina                                                         | Filipines (Luzon, Mindoro) |
|                                    | †N. romani                     | Hofstetter, 1939                              | 0        | †Cobra europea                                                         | Estrats de França, Alemanya, Àustria, Romania i Ucraïna durant el Miocè |
|                                    | N. sagittifera                 | Wall, 1913                                    | 0        | Cobra escopidora Andaman o Cobra Andaman                               | Índia (Illes Andaman) |
|                                    | N. samarensis                  | Peters, 1861                                  | 0        | Cobra de Samar, o Cobra de Peters o Cobra filipina del sud-est         | Filipines (Mindanao, Bohol, Leyte, Samar, Camiguin) |
|                                    | N. savannula                   | Broadley, Trape, Chirio & Wüster, 2018        | 0        | Cobra ratllada d'Africa Occidental                                     | Benín, Burkina Faso, Camerun, Txad, Gàmbia, Ghana, Guinea, Costa d'Ivori, Mali, Níger, Nigèria, Senegal, Togo |
|                                    | N. senegalensis                | Trape, Chirio & Wüster, 2009                  | 0        | Cobra del Senegal                                                      | Benín, Burkina Faso, Ghana, Guinea, Mali, Níger, Nigèria, Senegal |
|                                    | N. siamensis                   | Laurenti, 1768                                | 0        | Cobra escopidora d'Indoxina o Cobra escopidora blanca i negra          | Cambodja, Laos, Tailàndia, Vietnam |
|                                    | N. sputatrix                   | F. Boie, 1827                                 | 0        | Cobra escopidora de Java o Cobra d'Indonèsia                           | Indonèsia (Java, les Illes Menors de la Sonda, Timor Oriental) |
|                                    | N. subfulva                    | Laurent, 1955                                 | 0        | Cobra marró del bosc                                                   | Angola, Burundi, Camerun, República Centreafricana, Txad, República del Congo, República Democràtica del Congo (Zaire), Etiòpia, Kenya, Malawi, Moçambic, Nigèria, Rwanda, Somàlia, Sud-àfrica, Sudan del Sud, Tanzània, Uganda, Zàmbia, Zimbabwe |
|                                    | N. sumatrana                   | Müller, 1887                                  | 0        | Cobra escopidora equatorial, Cobra de Sumatra, Cobra escopidora malaia | Brunei, Indonèsia (Sumatra, Borneo, Bangka, Belitung), Malàisia, Filipines (Palawan), sud de Tailàndia, Singapur |

- Sense incloure les subespècies nominades

† Extingit - Espècie tipus T